# West

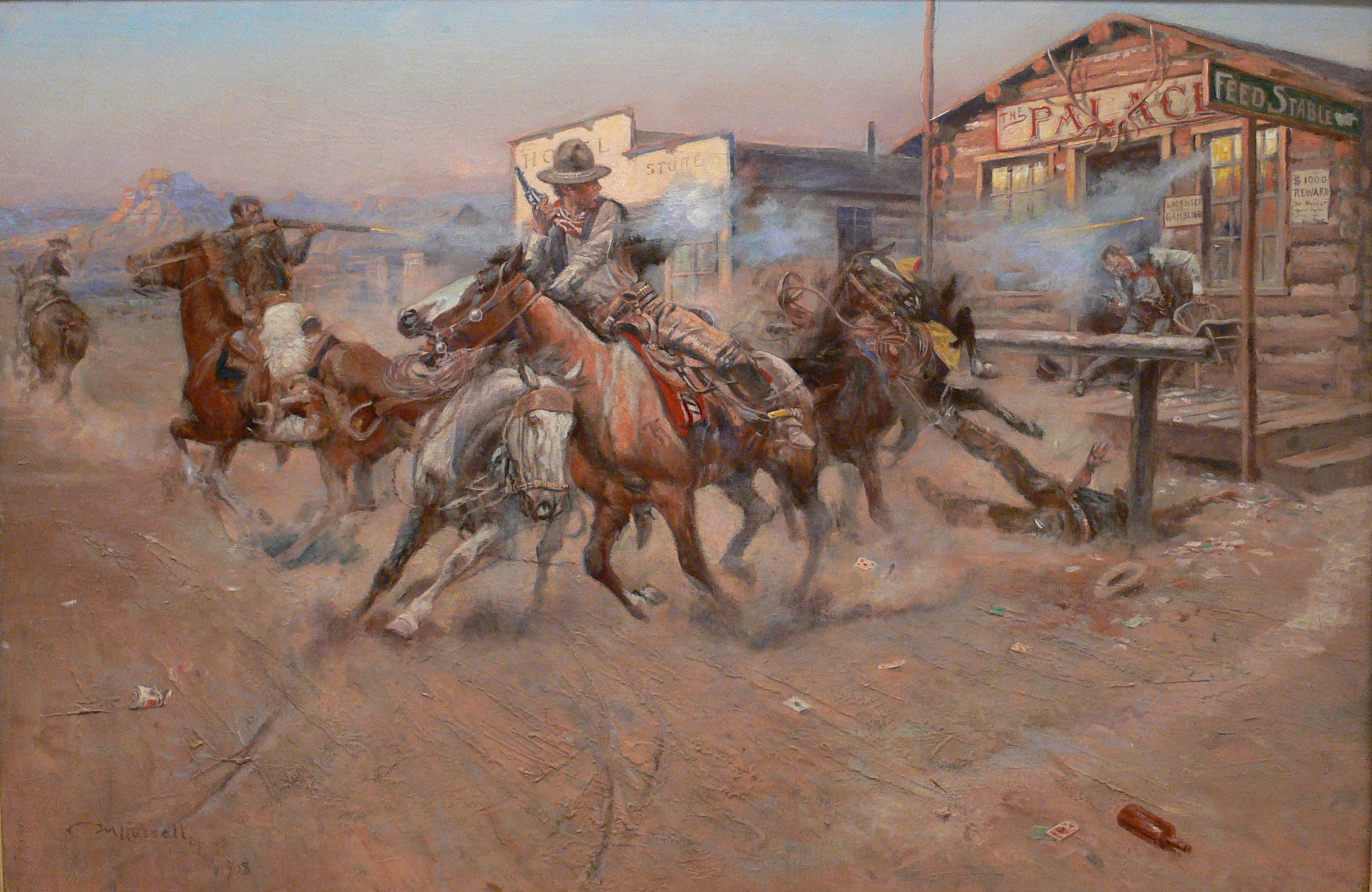
Smoke of 45 (1909), dipinto dell'artista Charles Marion Russell che raffigura cowboys fuggire da un saloon

Il termine Far West (lontano ovest) oppure Old West (vecchio ovest) e popolarmente noto come Wild West (selvaggio ovest) indica quei territori situati grosso modo ad ovest del Mississippi associati all'ondata di espansione americana nel continente nordamericano che iniziò con la colonizzazione europea delle Americhe all'inizio del XVII secolo e si concluse con l'ammissione degli ultimi territori occidentali come stati nel 1912. Quest'era di massicce migrazioni e insediamenti fu particolarmente incoraggiata dal presidente Thomas Jefferson dopo l'acquisto della Louisiana dando origine ai concetti e atteggiamenti espansionistici noti come "destino manifesto" e "tesi della frontiera". Le leggende, gli eventi storici e il folclore della frontiera americana noti come miti della frontiera che offrivano queste vaste terre selvagge, hanno sempre generato molto fascino, al punto da divenire un vero e proprio genere narrativo ed è stato utilizzato come ambientazione per numerose opere e soprattutto film, definiti appunto film western.

## Periodizzazione
Gli storici hanno dibattuto a lungo su quando iniziò l'era di frontiera, quando finì e quali furono i suoi sottoperiodi chiave. Ad esempio, il sottoperiodo del Vecchio West è talvolta utilizzato dagli storici per quanto riguarda il periodo dalla fine della guerra civile americana nel 1865 a quando il sovrintendente del censimento, William Rush Merriam, dichiarò che l'US Census Bureau avrebbe smesso di registrare gli insediamenti di frontiera occidentali come parte delle sue categorie di censimento dopo il censimento degli Stati Uniti del 1890. I suoi successori tuttavia continuarono la pratica e videro che il censimento del 1900 continuò a mostrare la linea di frontiera verso ovest, ma nel censimento del 1910 la frontiera si era ridotta in aree divise senza una singolare linea di insediamento verso ovest ed essa finì nel censimento del 1920.
Invece la Biblioteca del Congresso e l'Università di Oxford, citano spesso punti diversi che risalgono ai primi anni del 1900; in genere entro i primi due decenni prima dell'entrata degli Stati Uniti nella Prima guerra mondiale. Attraverso trattati con nazioni straniere e tribù di nativi, compromessi politici, conquiste militari, l'applicazione ferrea della "law and order", la costruzione di fattorie, ranch e città, la tracciatura di sentieri e lo scavo di miniere, combinati con successive ondate di immigrati che si trasferirono nelle regioni, gli Stati Uniti si espansero da costa a costa, realizzando il Destino Manifesto. Nella sua "Tesi di Frontiera" del 1893 Turner teorizzò che la frontiera fosse un processo che trasformò gli europei in un nuovo popolo, gli americani, i cui valori si concentravano su uguaglianza, democrazia e ottimismo, così come sull'individualismo, l'autosufficienza e persino la violenza.

### West e Frontiera
La frontiera è il margine di territorio non sviluppato che comprenderebbe gli Stati Uniti oltre la linea di confine stabilita. Il Census Bureau ha designato il territorio di frontiera come terra generalmente disabitata con una densità di popolazione inferiore a 2 persone per mi² (0,77 persone per km²). La linea di frontiera era il confine esterno dell'insediamenti europei e americani in questa terra. A partire dai primi insediamenti europei permanenti sulla costa orientale, si è spostata costantemente verso ovest dal 1600 al 1900 con movimenti occasionali a nord nel Maine e nel New Hampshire, a sud in Florida e a est dalla California nel Nevada.
Gruppi di insediamenti apparirebbero anche ben oltre la linea di frontiera stabilita, in particolare sulla costa occidentale e nell'entroterra profondo, con insediamenti come rispettivamente Los Angeles e Salt Lake City. L'area occidentale era l'area recentemente colonizzata vicino a quel confine e pertanto parti del Midwest e del Sud, sebbene non siano più considerate "occidentali", hanno un'eredità di frontiera insieme ai moderni stati occidentali.

## Storia

### Frontiera coloniale

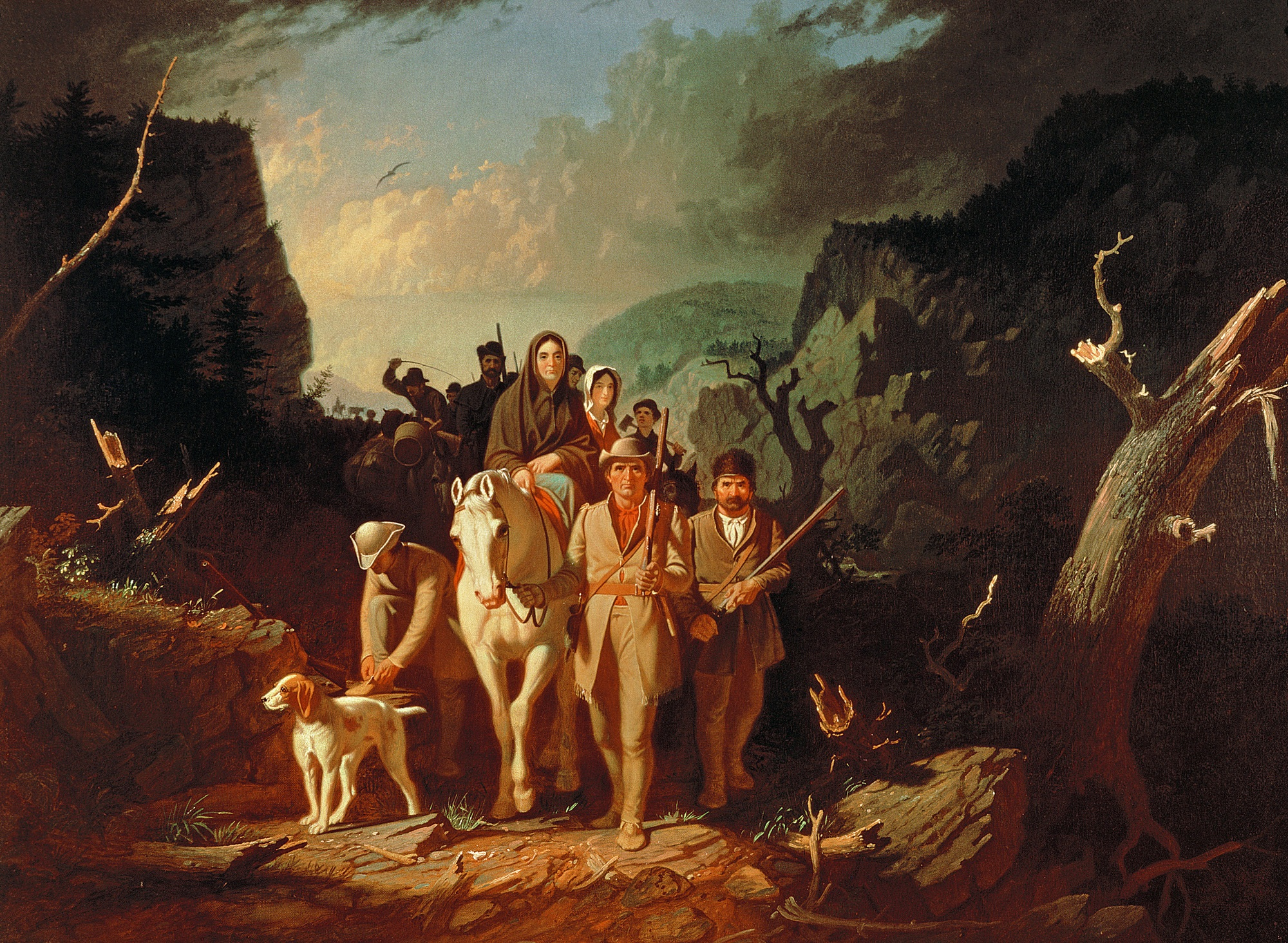
Daniel Boone scorta i coloni attraverso il Cumberland Gap

Nell'era coloniale prima del 1776, l'ovest era di alta priorità per coloni e politici. La frontiera americana iniziò quando Jamestown in Virginia, fu colonizzata dagli inglesi nel 1607. Nei primi giorni dell'insediamento europeo sulla costa atlantica, fino al 1680 circa, la frontiera era essenzialmente qualsiasi parte dell'interno del continente oltre la frangia degli insediamenti esistenti lungo la costa.
I modelli di espansione e insediamento inglesi, francesi, spagnoli e olandesi erano piuttosto diversi. Solo poche migliaia di francesi migrarono in Canada e questi si stabilirono in villaggi lungo il fiume San Lorenzo, costruendo comunità che rimasero stabili per lunghi periodi. Sebbene i commercianti di pellicce francesi si estendessero ampiamente attraverso i Grandi Laghi e la regione del Midwest, raramente si insediarono. L'insediamento francese era limitato a pochi villaggi molto piccoli come Kaskaskia nell'Illinois così come a un insediamento più grande intorno a New Orleans. In quello che oggi è lo stato di New York, gli olandesi istituirono avamposti per il commercio di pellicce nella valle del fiume Hudson, seguiti da grandi concessioni di terreni a ricchi proprietari terrieri che portarono contadini affittuari i quali crearono villaggi uniti e permanenti. Crearono un denso insediamento rurale nella parte settentrionale dello stato di New York, ma non si spinsero verso ovest.
Le aree del nord che si trovavano nella fase di frontiera nel 1700 avevano generalmente scarse infrastrutture di trasporto, quindi le opportunità per il commercio agricolo erano scarse. Queste aree rimasero principalmente basate sull'agricoltura di sussistenza e, di conseguenza, negli anni '60 del Settecento queste società erano altamente egualitarie, come spiegato dallo storico Jackson Turner Main:
(Jackson Turner Main, La struttura sociale dell'America rivoluzionaria (1965) p. 11.)
Nel Sud, le aree di frontiera prive di trasporti, come la regione dei Monti Appalachi, rimasero basate sull'agricoltura di sussistenza e adottarono l'egualitarismo delle loro controparti settentrionali, sebbene avessero una classe sociale più numerosa di proprietari di schiavi. La Carolina del Nord ne fu un esempio rappresentativo. Tuttavia, le aree di frontiera del 1700 con buoni collegamenti fluviali si trasformarono sempre più in piantagioni agricole. Arrivarono uomini ricchi, acquistarono la terra e la lavorarono con gli schiavi. L'area non era più "frontiera". Aveva una società stratificata composta da una potente nobiltà terriera fatta di bianchi, una piccola classe media, un gruppo piuttosto numeroso di contadini bianchi senza terra o affittuari e una crescente popolazione di schiavi alla base della scala sociale. A differenza del Nord, dove i piccoli centri e persino le città erano comuni, il Sud era prevalentemente rurale.

#### Dai contadini britannici agli agricoltori americani
Gli insediamenti coloniali costieri davano priorità alla proprietà terriera per i singoli agricoltori e, con la crescita della popolazione, si spingevano verso ovest per nuovi terreni agricoli. A differenza del Regno di Gran Bretagna, dove un piccolo numero di proprietari terrieri possedeva la maggior parte della terra, la proprietà in America era economica, facile e diffusa. La proprietà portava un certo grado di indipendenza e il diritto di voto per le cariche locali e provinciali. I tipici insediamenti del New England erano piuttosto compatti e piccoli, meno di un miglio quadrato. Il conflitto con i nativi americani nasceva da questioni politiche, in particolare su chi avrebbe governato. Le prime aree di frontiera a est dei Monti Appalachi includevano la valle del fiume Connecticut e il New England settentrionale (che fu uno spostamento verso nord, non verso ovest).

#### Guerre coi francesi e con gli indigeni

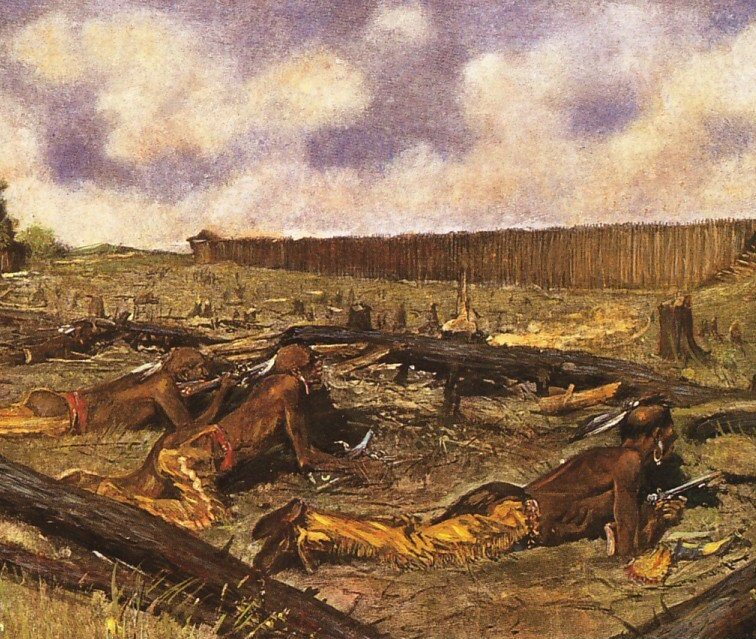
Assedio di Fort Detroit durante la guerra di Pontiac nel 1763

I coloni sulla frontiera spesso collegavano incidenti isolati a presunte cospirazioni indiane per attaccarli, ma questi mancavano di inesperienza diplomatica con i francesi dopo il 1763 o di una affinità spagnola dopo il 1820. La maggior parte delle frontiere fu teatro di numerosi conflitti.  La guerra franco-indiana scoppiò tra Regno di Gran Bretagna e Francia, con i francesi che compensarono la loro piccola base di popolazione coloniale arruolando gruppi di guerrieri nativi come alleati. Nel trattato di Parigi del 1763, la Francia cedette praticamente tutto, poiché le terre a ovest del fiume Mississippi, oltre alla Florida e a New Orleans, andarono alla Spagna.

#### Migrazione costante verso le terre di frontiera
Nonostante le guerre, gli americani si spostavano attraverso gli Appalachi nella Pennsylvania occidentale, in quella che oggi è la Virginia occidentale e in alcune zone dell'Ohio, del Kentucky e del Tennessee. Negli insediamenti meridionali attraverso il Cumberland Gap, il loro leader più famoso fu Daniel Boone. Il giovane George Washington promosse gli insediamenti nella Virginia occidentale (tuttora in Virginia) su terreni assegnati a lui e ai suoi soldati dal governo britannico come compensazione dei loro servigi in tempo di guerra nella milizia della Virginia. Gli insediamenti a ovest dei Monti Appalachi furono brevemente ridotti dal proclama reale del 1763, che proibiva gli insediamenti in quest'area. Il trattato di Fort Stanwix nel 1768 riaprì la maggior parte delle terre occidentali agli insediamenti dei pionieri.

### Una nuova nazione
La nazione era in pace dopo il 1783. Gli stati diedero al Congresso della confederazione il controllo delle terre occidentali e fu sviluppato un sistema efficace per l'espansione della popolazione. L'ordinanza del Nord-ovest del 1787 abolì la schiavitù nell'area a nord del fiume Ohio e promise lo status di stato federato quando un territorio raggiungeva una determinata soglia di popolazione, come fece l'Ohio nel 1803.
Il primo grande movimento a ovest degli Appalachi ebbe origine in Pennsylvania, Virginia e Carolina del Nord subito dopo la fine della Guerra d'Indipendenza americana nel 1781. I pionieri alloggiavano in una rozza capanna o al massimo in una capanna di tronchi di una sola stanza. Inizialmente, la principale fonte di cibo proveniva dalla caccia a cervi, tacchini e altra selvaggina in abbondanza. Vestito con il tipico abbigliamento di frontiera, pantaloni di pelle, mocassini, berretto di pelliccia, camicia da cacciatore e in vita una cintura da cui pendevano un coltello da caccia e una sacca per proiettili – tutti fatti in casa – il pioniere presentava un aspetto unico. In breve tempo nel bosco creò un appezzamento di terreno su cui coltivava mais, grano, lino, tabacco e altri prodotti, persino frutta. Nel giro di pochi anni, il pioniere aggiunse maiali, pecore e bovini, e forse acquisì anche un cavallo. Abiti fatti in casa sostituirono le pelli di animali. I pionieri più irrequieti e insoddisfatti della vita troppo civilizzata, si mossero di nuovo per spostarsi di 80 o 160 km più a ovest.

#### Politica territoriale

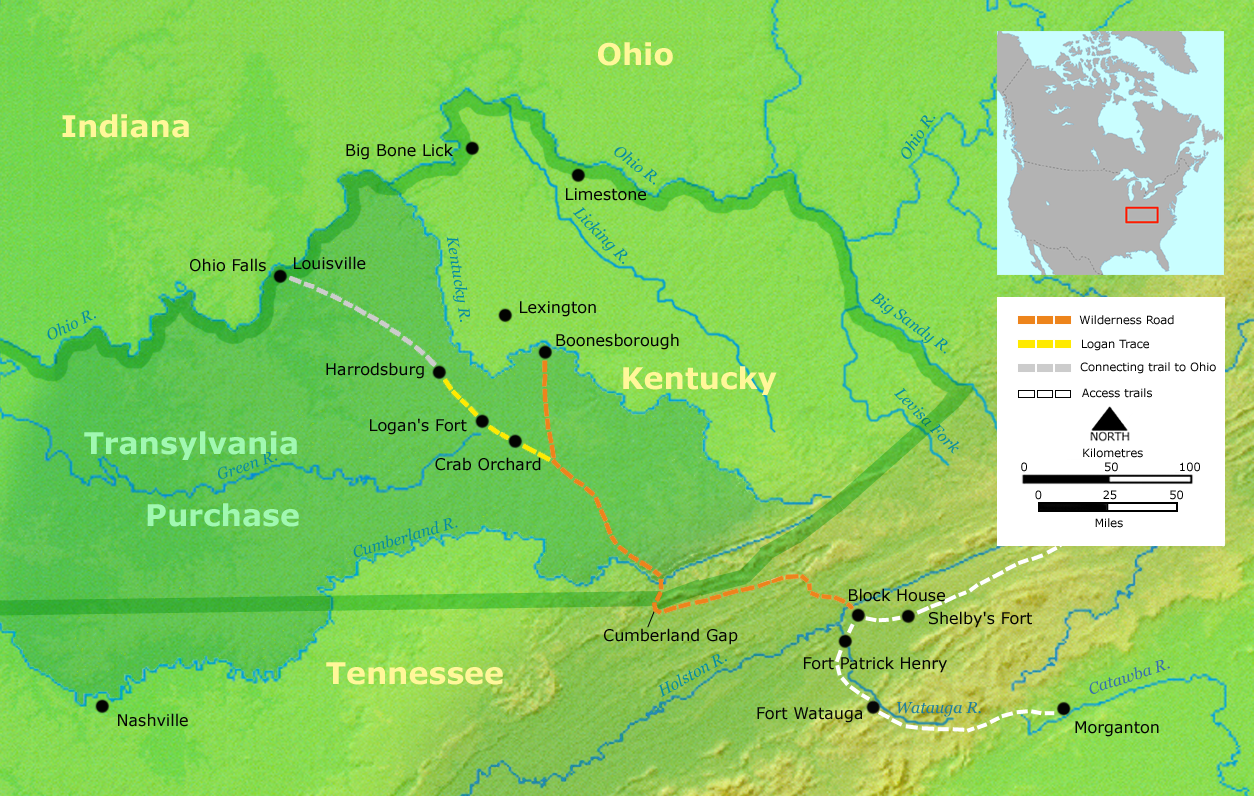
Mappa della Wilderness Road del 1785

La politica territoriale della nuova nazione aveva un atteggiamento conservatore, prestando particolare attenzione alle esigenze dell'Est colonizzato. Gli obiettivi perseguiti da entrambi i partiti nel periodo 1790-1820 erano di far crescere l'economia, evitare di drenare i lavoratori qualificati necessari nell'Est, distribuire la terra con saggezza, venderla a prezzi ragionevoli per i coloni ma sufficientemente alti da estinguere il debito nazionale, ottenere titoli legali e creare un'economia occidentale diversificata che fosse strettamente interconnessa con le aree colonizzate con il minimo rischio di movimenti separatisti. Entro il 1830, tuttavia, l'Ovest si stava riempiendo di abusivi che non avevano alcun titolo legale di proprietà, sebbene potessero aver pagato denaro ai precedenti coloni. I democratici jacksoniani favorirono gli abusivi promettendo un rapido accesso ai terreni a basso costo. Al contrario, Henry Clay era allarmato dalla "plebaglia senza legge" che si dirigeva verso Ovest e che stava minando il concetto utopico di una comunità repubblicana borghese stabile e rispettosa della legge. I ricchi del sud, nel frattempo, cercavano opportunità per acquistare terreni di alta qualità per avviare piantagioni per gli schiavi. Il Free Soil Party degli anni '40 dell'Ottocento chiedeva terreni a basso costo per i contadini bianchi liberi, una richiesta legiferata e promulgata dal nuovo Partito Repubblicano nel 1862, che offriva gratuitamente 160 acri (65 ettari) di proprietà a tutti gli adulti, uomini e donne, neri e bianchi, nativi o immigrati.
Dopo la Guerra d'indipendenza un gran numero di coloni americani si riversò nell'ovest. Nel 1788, i pionieri americani del Territorio del Nord-ovest fondarono Marietta in Ohio, come primo insediamento americano permanente nel Territorio del Nord-Ovest.

#### Acquisizione delle terre dei nativi

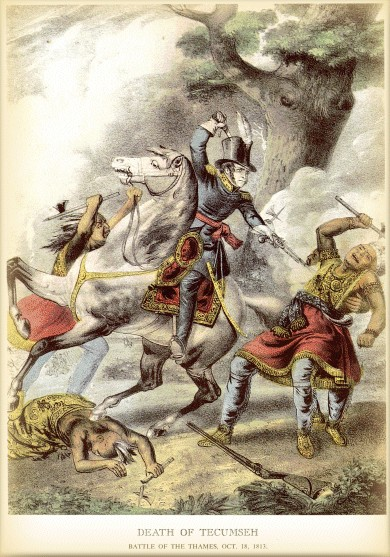
Il capo nativo Tecumseh fu ucciso in battaglia nel 1813 da Richard M. Johnson, che in seguito divenne vicepresidente

La guerra anglo-americana del 1812 segnò lo scontro finale che coinvolse importanti forze britanniche e native in lotta per fermare l'espansione americana. L'obiettivo bellico britannico includeva la creazione di uno stato di barriera indiano sotto gli auspici britannici nel Midwest, che avrebbe fermato l'espansione americana verso ovest. Le milizie di frontiera americane sotto il generale Andrew Jackson sconfissero i Creek e aprirono le porte del Sud-ovest, mentre le milizie sotto il governatore William Henry Harrison sconfissero l'alleanza tra nativi e britannici nella battaglia del Tamigi in Canada nel 1813. La morte in battaglia del capo nativo Tecumseh dissolse la coalizione di tribù native ostili. Nel frattempo, Andrew Jackson pose fine alla minaccia militare nativa nel Sud-est con la battaglia di Horseshoe Bend nel 1814 in Alabama. In generale, le milizie di frontiera combatterono i nativi con scarso aiuto da parte dell'esercito statunitense o del governo federale.
Per porre fine alla guerra, i diplomatici americani negoziarono il trattato di Gand, firmato verso la fine del 1814, con il Regno di Gran Bretagna. Respinsero il piano britannico di istituire uno stato nativo in territorio statunitense a sud dei Grandi Laghi spiegando la loro linea politica:
(Charles M. (1940). "L'Occidente nella diplomazia americana, 1812-1815". La revisione storica della valle del Mississippi)

#### Nuovi territori e stati

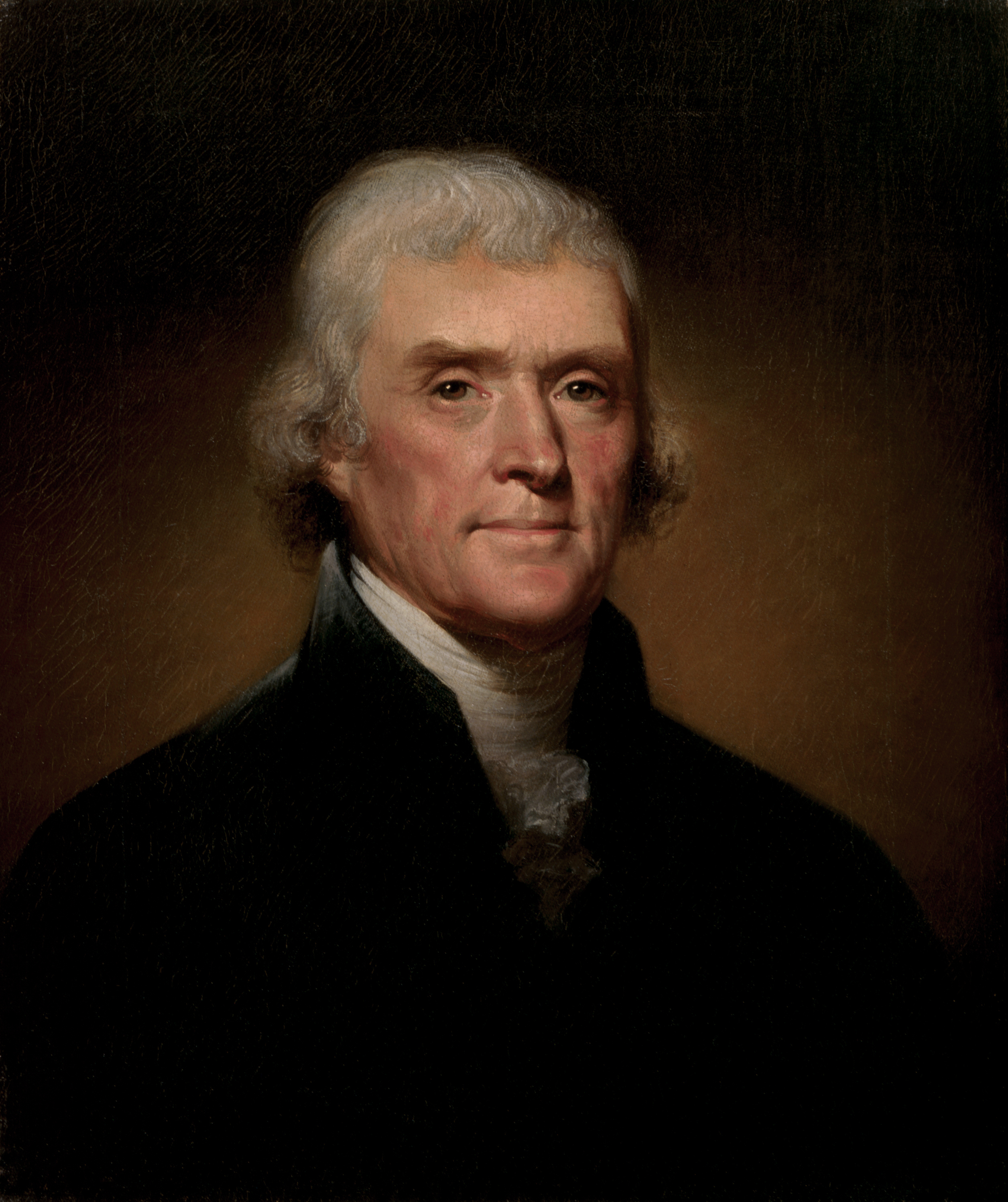
Ritratto di Thomas Jefferson, promotore attivo dell'espansionismo di frontiera

Con l'afflusso dei coloni, i distretti di frontiera divennero inizialmente territori, con un parlamento eletto e un governatore nominato dal presidente. Poi, quando la popolazione raggiunse i 100.000 abitanti, i territori fecero domanda per diventare uno stato. Nel 1810, la frontiera occidentale aveva raggiunto il fiume Mississippi. St. Louis in Missouri era la città più grande della frontiera, la porta d'accesso per i viaggi verso ovest e un importante centro commerciale per il traffico fluviale del Mississippi e per il commercio interno, ma rimase sotto il controllo spagnolo fino al 1803.

#### Acquisto della Louisiana
Thomas Jefferson si considerava un uomo di frontiera ed era profondamente interessato ad espandere ed esplorare l'Ovest.  L'acquisto della Louisiana da parte di Jefferson nel 1803 raddoppiò le dimensioni della nazione al costo di 15 milioni di dollari. I federalisti si opposero all'espansione, ma i jeffersoniani accolsero con favore l'opportunità di creare milioni di nuove fattorie per espandere il dominio dei contadini proprietari terrieri; la proprietà avrebbe rafforzato la società repubblicana, basata sull'agricoltura (non sul commercio), governata con leggerezza e promuovendo l'autosufficienza e la virtù, oltre a formare la base politica per la democrazia jeffersoniana.
La Francia fu pagata per cedere la sua sovranità sul territorio in termini di diritto internazionale. Tra il 1803 e il 1870, il governo federale acquistò la terra dalle tribù native che allora ne erano in possesso. Contabili e tribunali del XX secolo hanno calcolato il valore dei pagamenti effettuati ai nativi, che includevano pagamenti futuri in denaro, cibo, cavalli, bestiame, provviste, edifici, istruzione e assistenza medica. In termini di denaro, il totale pagato alle tribù nell'area dell'acquisto della Louisiana ammontò a circa 2,6 miliardi di dollari (quasi 9 miliardi di dollari in dollari nel 2016). Somme aggiuntive furono pagate ai nativi che vivevano a est del Mississippi per le loro terre, così come pagamenti ai nativi che vivevano in parti dell'ovest al di fuori dell'acquisto della Louisiana.
Già prima dell'acquisto, Jefferson stava pianificando spedizioni per esplorare e mappare i territori. Incaricò Meriwether Lewis e William Clark dell'esplorazione e ordinò di "esplorare il fiume Missouri e il suo corso principale, in modo che, per il suo corso e la sua comunicazione con le acque dell'Oceano Pacifico, il Columbia, l'Oregon, il Colorado o qualsiasi altro fiume potesse offrire la via di comunicazione più diretta e praticabile attraverso il continente per il commercio". Incaricò inoltre la spedizione di studiare le tribù native della regione (inclusi i loro costumi, la lingua e la cultura), il clima, il suolo, i fiumi, gli scambi commerciali e la vita animale e vegetale.
Gli imprenditori, in particolare John Jacob Astor, colsero rapidamente l'opportunità ed espansero le operazioni di commercio di pellicce nel Nord-ovest Pacifico. Il "Fort Astoria" di Astor (in seguito Fort George), alla foce del fiume Columbia, divenne il primo insediamento di bianchi permanente in quella zona, sebbene non fosse redditizio per Astor. Fondò l'American Fur Company nel tentativo di spezzare la presa che la Compagnia della Baia di Hudson aveva sulla regione. Nel 1820, Astor aveva rilevato commercianti indipendenti per creare un monopolio redditizio; lasciò l'attività come multimilionario nel 1834.

#### Commercio di pellicce

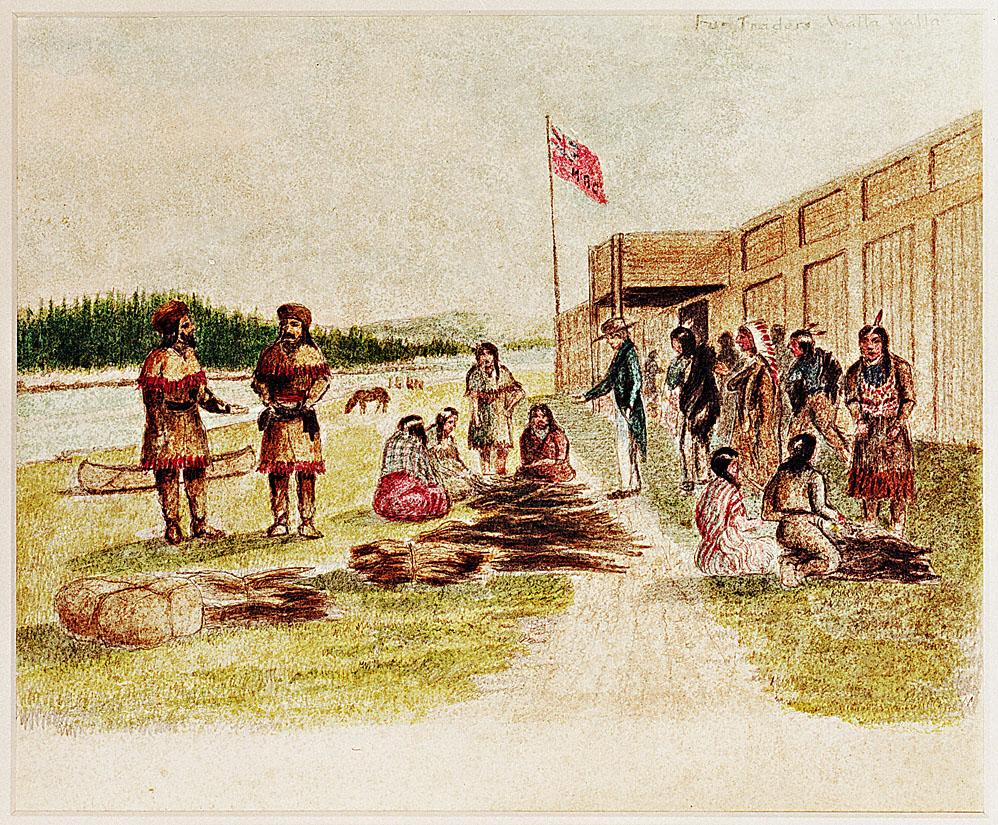
Commercio di pellicce a Fort Nez Percés nel 1841

Con lo spostamento della frontiera verso ovest, cacciatori e trapper precedettero i coloni, alla ricerca di nuove scorte di pelli di castoro e di altre pelli da spedire in Europa. I cacciatori furono i primi europei in gran parte del Vecchio West e instaurarono i primi rapporti di lavoro con i nativi americani dell'Ovest. Aggiunsero una vasta conoscenza del territorio del Nord-ovest, incluso l'importante South Pass attraverso le Montagne Rocciose centrali. Scoperto intorno al 1812, divenne in seguito una delle principali rotte per i coloni diretti in Oregon e Washington. Entro il 1820, tuttavia, un nuovo sistema di "ritrovo di brigata" inviava uomini della compagnia in "brigate" attraverso il paese in lunghe spedizioni, aggirando molte tribù. Incoraggiava anche i "trapper liberi" a esplorare nuove regioni per conto proprio. Alla fine della stagione di raccolta, i trapper si ritrovavano e consegnavano le loro merci in cambio di denaro nei porti fluviali lungo il Green River, l'Alto Missouri e l'Alto Mississippi. St. Louis era la più grande delle città di ritrovo. Entro il 1830, tuttavia, le mode cambiarono e i cappelli di castoro furono sostituiti da cappelli di seta, ponendo fine alla domanda di costose pellicce americane. Così finì l'era degli uomini di montagna, dei trapper e degli scout come Jedediah Smith, Hugh Glass, Davy Crockett, Jack Omohundro e altri. Il commercio di pellicce di castoro cessò praticamente entro il 1845.

#### Il governo federale e l'espansione verso ovest
Vi fu un ampio consenso sulla necessità di colonizzare rapidamente i nuovi territori, ma il dibattito si polarizzò sul prezzo che il governo avrebbe dovuto imporre. I conservatori e i Whig, rappresentati dal presidente John Quincy Adams, volevano un ritmo moderato che imponesse ai nuovi arrivati un importo sufficiente a coprire i costi del governo federale. I democratici, tuttavia, tollerarono una corsa sfrenata per la terra a prezzi molto bassi. La risoluzione finale giunse con la Homestead Law del 1862, con un ritmo moderato che dava ai coloni 160 acri gratuiti dopo averci lavorato per cinque anni.
Il movente del profitto privato dominò lo spostamento verso ovest, ma il governo federale svolse un ruolo di supporto nel proteggere il territorio attraverso trattati e nell'istituire governi territoriali, con governatori nominati dal Presidente. Il governo federale acquisì inizialmente il territorio occidentale attraverso trattati con altre nazioni o tribù native, inviando poi dei geometri per mappare e documentare il territorio. Entro il XX secolo, la burocrazia di Washington gestì i territori federali come l'United States General Land Office nel Dipartimento degli Interni, e dopo il 1891 il Forest Service nel Dipartimento dell'Agricoltura. Dopo il 1900, la costruzione di dighe e il controllo delle inondazioni divennero la priorità.
I trasporti erano una questione chiave e all'esercito fu affidata la piena responsabilità di facilitare la navigazione sui fiumi. Il battello a vapore, utilizzato per la prima volta sul fiume Ohio nel 1811, rese possibile viaggiare a basso costo utilizzando i sistemi fluviali, in particolare i fiumi Mississippi e Missouri e i loro affluenti. Le spedizioni dell'esercito lungo il fiume Missouri nel 1818-1825 permisero agli ingegneri di migliorare la tecnologia. Ad esempio, il battello a vapore dell'esercito "Western Engineer" del 1819 combinava un pescaggio molto ridotto con una delle prime ruote di poppa. Nel 1819-1825, il colonnello Henry Atkinson sviluppò imbarcazioni a chiglia con ruote a pale azionate a mano.
Il sistema postale federale ha svolto un ruolo cruciale nell'espansione nazionale. Ha facilitato l'espansione verso l'Ovest creando un sistema di comunicazione economico, veloce e conveniente. Le lettere dei primi coloni fornivano informazioni e incoraggiavano una maggiore migrazione verso l'Ovest, aiutavano le famiglie sparse a rimanere in contatto e a fornire aiuto neutrale, aiutavano gli imprenditori a trovare opportunità di business e rendevano possibili relazioni commerciali regolari tra i mercanti e l'Ovest e tra i grossisti e le fabbriche a est. Il servizio postale allo stesso modo aiutava l'esercito nell'espansione del controllo sui vasti territori occidentali. L'ampia circolazione di importanti giornali per posta, come il New York Weekly Tribune, facilitava il coordinamento tra i politici dei diversi stati. Il servizio postale contribuì a integrare aree già consolidate con la frontiera, creando uno spirito di nazionalismo e fornendo un'infrastruttura necessaria.
L'esercito assunse fin dall'inizio la missione di proteggere i coloni insieme ai Westward Expansion Trails, una politica che fu descritta dal Segretario alla Guerra degli Stati Uniti John B. Floyd nel 1857:
(Hogland, Alison K. Architettura militare nell'Ovest: Forti Laramie, Bridger e DA Russell, 1849-1912 . Stampa dell'Università dell'Oklahoma. P. 13.)
All'epoca si dibatté anche sulla dimensione ottimale dei forti: Jefferson Davis, Winfield Scott e Thomas Jesup sostenevano la necessità di forti più grandi ma meno numerosi di quelli di Floyd. Il piano di Floyd era più costoso, ma godeva del sostegno dei coloni e dell'opinione pubblica, che preferiva che i militari rimanessero il più vicino possibile. L'area di frontiera era vasta e persino Davis ammise che "la concentrazione avrebbe esposto parti della frontiera alle ostilità dei nativi senza alcuna protezione".

#### Scienziati, artisti ed esploratori

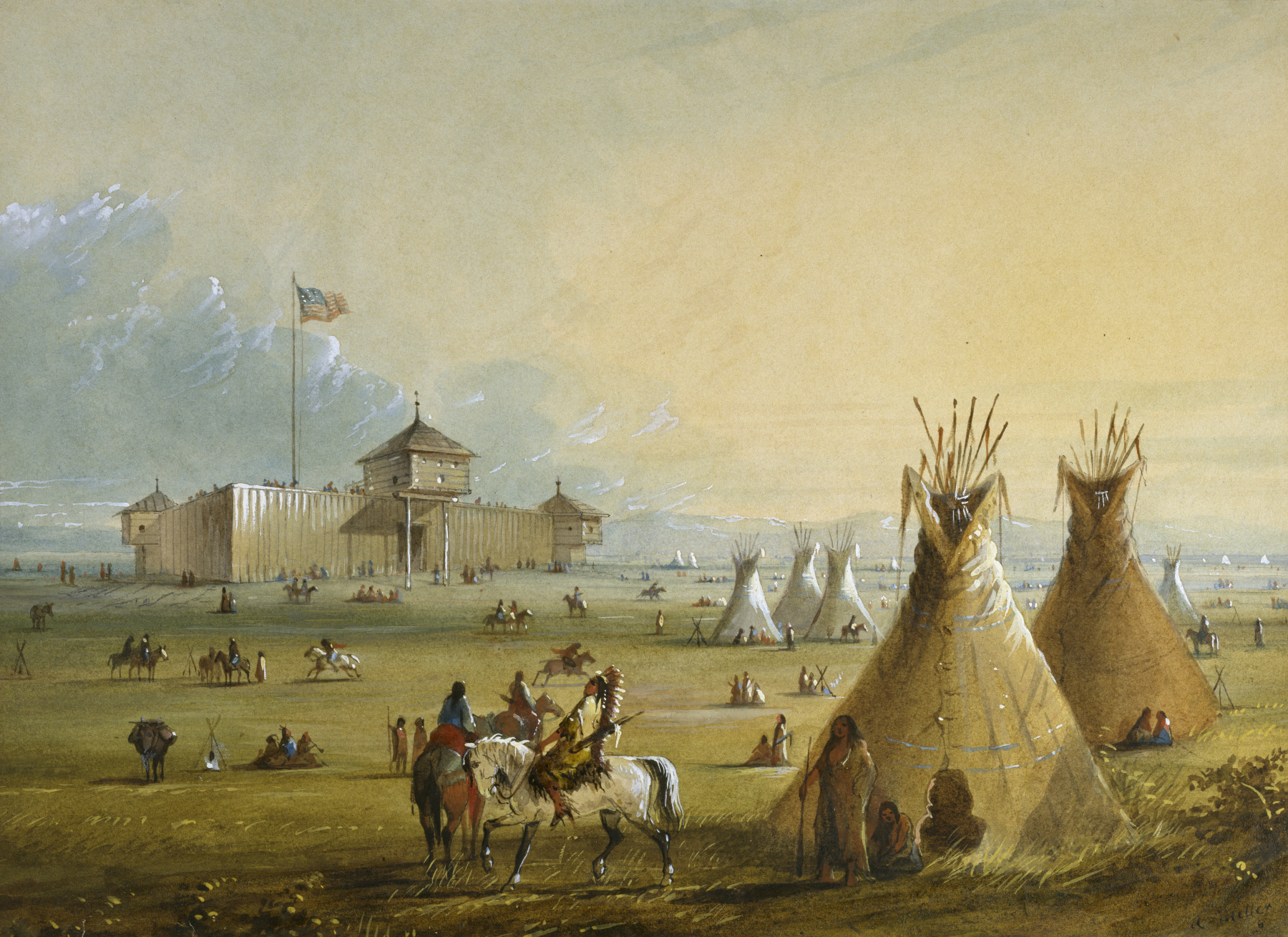
Il primo Fort Laramie come appariva prima del 1840. Dipinto a memoria di Alfred Jacob Miller

Il governo e le imprese private inviarono molti esploratori nell'Ovest. Nel 1805-1806, il tenente dell'esercito Zebulon Pike guidò un gruppo di 20 soldati alla ricerca delle sorgenti del Mississippi. In seguito esplorò i fiumi Red e Arkansas in territorio spagnolo, raggiungendo infine il Rio Grande. Al suo ritorno, Pike avvistò la vetta del Colorado che porta il suo nome. Il maggiore Stephen Harriman Long guidò le spedizioni di Yellowstone e del Missouri del 1819-1820, ma la sua classificazione nel 1823 delle Grandi Pianure come aride e inutili portò la regione ad acquisire una cattiva reputazione ribattezzate "Grande Deserto Americano", che scoraggiò gli insediamenti in quella zona per diversi decenni.
Nel 1811 i naturalisti Thomas Nuttall e John Bradbury risalirono il fiume Missouri documentando e disegnando la vita vegetale e animale. L'artista George Catlin raffigurò accurati dipinti della cultura dei nativi americani. L'artista svizzero Karl Bodmer realizzò paesaggi e ritratti avvincenti. John James Audubon è famoso per aver classificato e dipinto nei minimi dettagli 500 specie di uccelli, pubblicati in Birds of America.
Il più famoso degli esploratori fu John Charles Frémont, ufficiale dell'esercito nel Corpo degli Ingegneri Topografici. Dimostrò un talento per l'esplorazione e un genio nell'autopromozione che gli valsero il soprannome di "Segnavia dell'Ovest" e lo portarono alla nomination presidenziale del nuovo Partito Repubblicano nel 1856. Condusse una serie di spedizioni negli anni '40 dell'Ottocento che diedero risposta a molte delle questioni geografiche in sospeso sulla regione poco conosciuta. Attraversò le Montagne Rocciose seguendo cinque percorsi diversi e cartografò parti dell'Oregon e della California. Nel 1846-1847 ebbe un ruolo nella conquista della California. Nel 1848-1849 a Frémont fu assegnato il compito di individuare un percorso centrale attraverso le montagne per la proposta futura ferrovia transcontinentale, ma la sua spedizione si concluse quasi in un disastro quando si perse e fu bloccata da forti nevicate. I suoi resoconti mescolavano la narrazione di avventure emozionanti con dati scientifici e informazioni pratiche dettagliate per i viaggiatori. Catturarono l'immaginazione del pubblico e ispirarono molti a dirigersi verso ovest. Goetzman afferma che era "monumentale nella sua ampiezza, un classico della letteratura esplorativa".

### L'Ovest dell'anteguerra

#### Religione

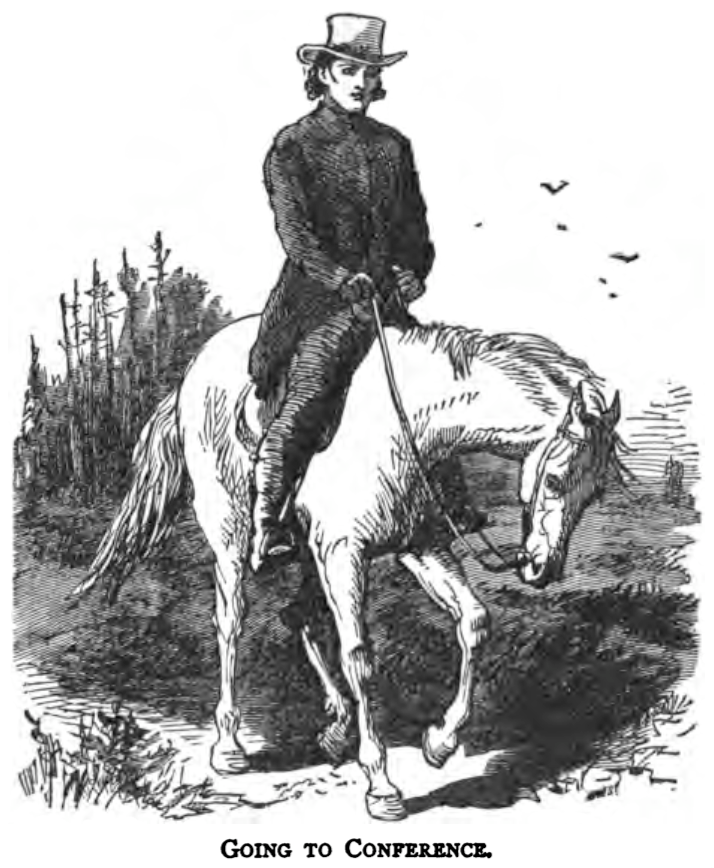
Illustrazione tratta da The Circuit Rider: A Tale of the Heroic Age di Edward Eggleston; i metodisti ben organizzati inviavano missionari a creare e servire una serie di chiese in un'area geografica

La maggior parte degli uomini di frontiera mostrò scarso impegno religioso fino a quando non iniziarono ad apparire evangelizzatori itineranti. I pionieri locali risposero con entusiasmo a questi e di fatto svilupparono le loro religioni populiste, soprattutto durante il Secondo Grande Risveglio (1790-1840), che prevedeva raduni di campo all'aperto della durata di una settimana o più e che introdusse molte persone alla religione per la prima volta. Uno dei raduni di campo più grandi e famosi ebbe luogo a Cane Ridge, nel Kentucky nel 1801.
I battisti locali istituirono piccole chiese indipendenti abiurando l’autorità centralizzata; ogni chiesa locale fu fondata sul principio di indipendenza della congregazione locale. D’altra parte, i vescovi dei metodisti ben organizzati e centralizzati assegnarono cavalieri itineranti ad aree specifiche per diversi anni alla volta, per poi trasferirli in nuovi territori. Furono formate diverse nuove denominazioni, di cui la più grande era quella dei Discepoli di Cristo.
Le chiese orientali consolidate furono lente a soddisfare le esigenze della frontiera. I presbiteriani e i congregazionalisti, poiché dipendevano da missionari ben istruiti, erano a corto di personale nell'evangelizzazione della frontiera ed elaborarono il Piano di Unione del 1801 per unire le risorse.

#### La democrazia nel Midwest
Lo storico Mark Wyman definisce il Wisconsin un "palinsesto" di strati di popoli e forze, ognuno dei quali impresse influenze permanenti. Egli identifica questi strati come molteplici "frontiere" nell'arco di tre secoli: la frontiera dei nativi americani, la frontiera francese, la frontiera inglese, la frontiera del commercio delle pellicce, la frontiera mineraria e la frontiera del legname. Infine, l'avvento della ferrovia segnò la fine della frontiera.
Frederick Jackson Turner crebbe nel Wisconsin durante l'ultima fase di frontiera e, nei suoi viaggi attraverso lo stato, poté osservare le diverse fasi dello sviluppo sociale e politico. Uno degli ultimi studenti di Turner, Merle Curti, utilizzò un'analisi approfondita della storia locale del Wisconsin per testare la tesi di Turner sulla democrazia. La visione di Turner era che la democrazia americana "implicasse un'ampia partecipazione al processo decisionale che influenzava la vita comune, lo sviluppo dell'iniziativa e dell'autosufficienza e l'uguaglianza di opportunità economiche e culturali. Implicava quindi anche l'americanizzazione degli immigrati". Curti scoprì che dal 1840 al 1860 nel Wisconsin i gruppi più poveri aumentarono rapidamente la proprietà terriera e spesso raggiunsero posizioni di leadership politica a livello locale. Scoprì che persino i giovani braccianti agricoli senza terra riuscirono presto a ottenere le loro fattorie. La terra libera sulla frontiera, quindi, creò opportunità e democrazia, sia per gli immigrati europei che per i vecchi yankee.

#### Sud-ovest

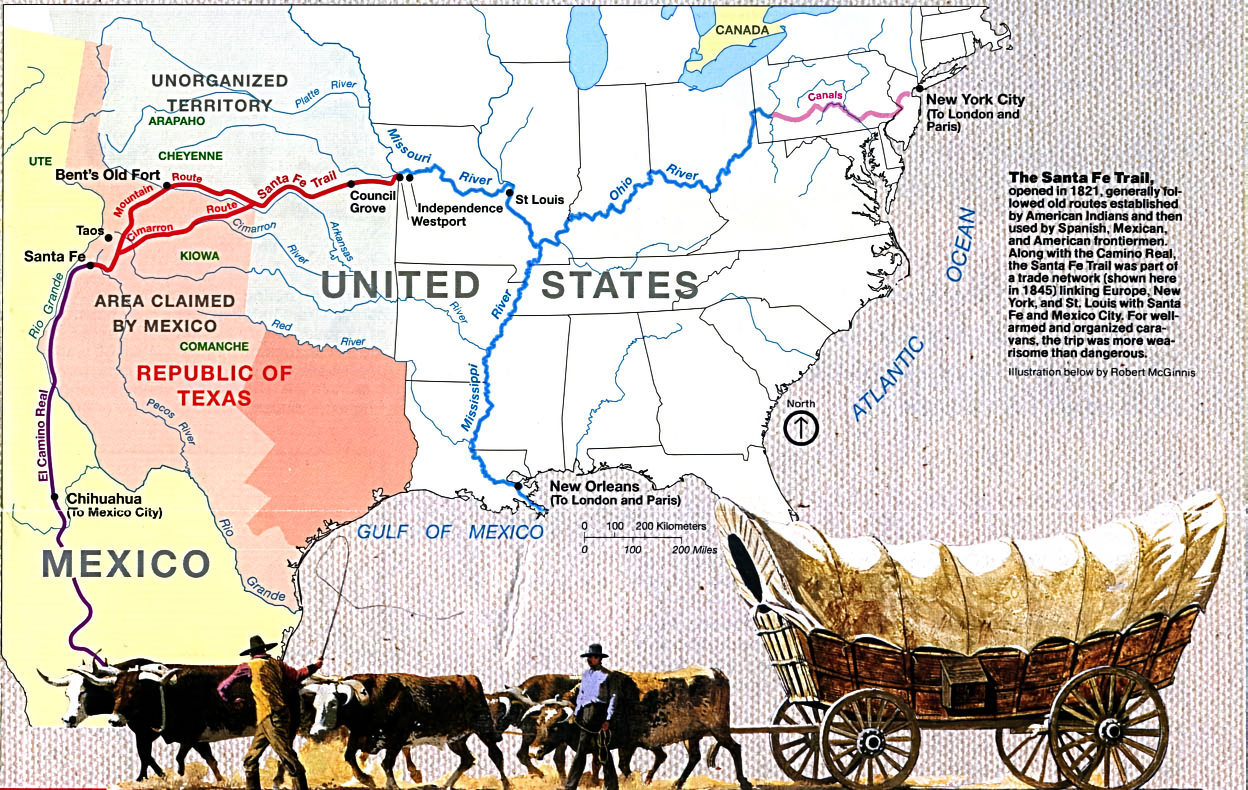
Mappa del Santa Fe Trail

Dagli anni '70 del Settecento agli anni '30 dell'Ottocento, i pionieri si spostarono nelle nuove terre che si estendevano dal Kentucky all'Alabama al Texas. La maggior parte erano agricoltori che si spostavano in gruppi familiari. Lo storico Louis Hacker dimostra quanto fosse dispendiosa la prima generazione di pionieri; erano troppo ignoranti per coltivare la terra in modo adeguato e quando la fertilità naturale della terra si esaurì, vendettero tutto e si trasferirono a ovest per riprovarci. Hacker aggiunge che la seconda ondata di coloni bonificava la terra, riparava i danni e praticava un'agricoltura più sostenibile. Lo storico Frederick Jackson Turner ha esplorato la visione del mondo e i valori individualisti della prima generazione:
(Frederick Jackson Turner, La frontiera nella storia americana (1920) p. 342.)

#### Destino Manifesto

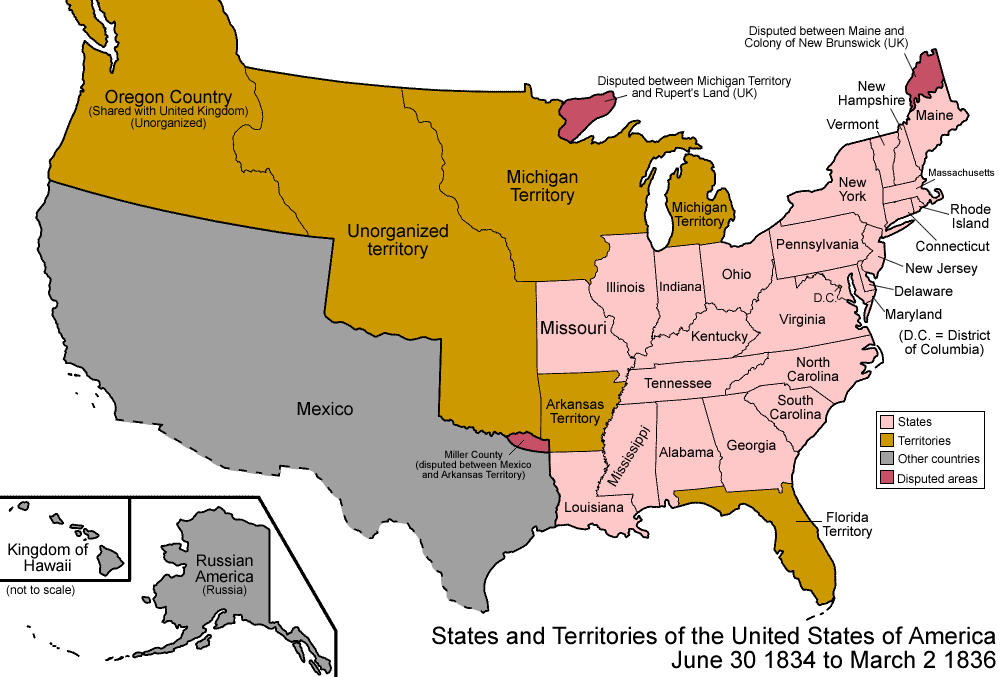
Territori degli Stati Uniti nel 1834-1836

Il Destino Manifesto era la controversa convinzione che gli Stati Uniti fossero predestinati a espandersi dalla costa atlantica a quella pacifica, e gli sforzi compiuti per realizzare tale convinzione. Il concetto apparve durante il periodo coloniale, ma il termine fu coniato negli anni '40 dell'Ottocento da una popolare rivista che scrisse in un editoriale: "Il compimento del nostro destino manifesto... di estenderci sul continente assegnato dalla Provvidenza per il libero sviluppo dei nostri milioni di persone che si moltiplicano ogni anno". Con la crescita della nazione, il "Destino Manifesto" divenne un grido di battaglia per gli espansionisti del Partito Democratico. Negli anni '40 dell'Ottocento, le amministrazioni Jhon Tyler e James K. Polk (1841-1849) promossero con successo questa dottrina nazionalista. Tuttavia, il Partito Whig, che rappresentava interessi economici e finanziari, si oppose al Destino Manifesto. I leaders come Henry Clay e Abraham Lincoln auspicavano un approfondimento della società attraverso la modernizzazione e l'urbanizzazione, anziché una semplice espansione orizzontale. A partire dall'annessione del Texas però gli espansionisti presero il sopravvento.

#### Messico e Texas

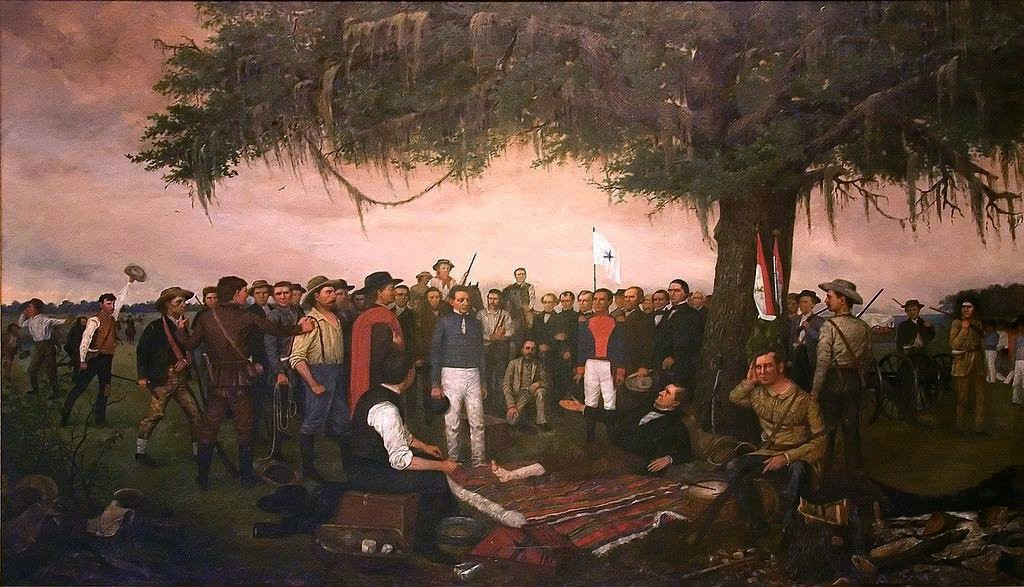
Sam Houston accetta la resa del generale messicano Santa Anna, 1836

Il Messico ottenne l'indipendenza dalla Spagna nel 1821 e assunse il controllo dei possedimenti spagnoli settentrionali che si estendevano dal Texas alla California. Le carovane americane iniziarono a consegnare merci alla città messicana di Santa Fe lungo la Santa Fe Trail, un viaggio di 1.400 km che richiedeva 48 giorni da Kansas City in Missouri (allora conosciuta come Westport). Santa Fe era anche il punto di partenza per "El Camino Real" (la King's Highway), una rotta commerciale che trasportava prodotti manifatturieri americani verso sud, in profondità nel Messico e riportava argento, pellicce e muli verso nord (da non confondere con un altro "Camino Real" che collegava le missioni in California). Un ramo correva anche verso est vicino al Golfo (chiamato anche Old San Antonio Road). Santa Fe si collegava alla California tramite l'Old Spanish Trail.
I governi spagnolo e messicano attrassero coloni americani in Texas a condizioni generose. Stephen F. Austin divenne un "empresario", ricevendo contratti dai funzionari messicani per importare immigrati. Così facendo, divenne anche de facto il comandante politico e militare dell'area. Le tensioni aumentarono, tuttavia, dopo un fallito tentativo di fondare la nazione indipendente di Fredonia nel 1826. William Travis a capo del "war party", sostenne l'indipendenza dal Messico, mentre il "peace party" guidato da Austin tentò di ottenere maggiore autonomia all'interno delle relazioni esistenti. Quando il presidente messicano Antonio Lopez de Santa Anna cambiò alleanze e si unì al partito conservatore centralista, si dichiarò dittatore e ordinò ai soldati di entrare in Texas per ridurre nuove immigrazioni e disordini. Tuttavia, l'immigrazione continuò e 30.000 anglosassoni con 3.000 schiavi si stabilirono in Texas entro il 1835. Nel 1836 scoppiò la Rivoluzione del Texas. Dopo le perdite ad Alamo e Goliad, i texani vinsero la decisiva battaglia di San Jacinto per assicurarsi l'indipendenza. A San Jacinto, Sam Houston, comandante in capo dell'esercito texano e futuro presidente della Repubblica del Texas, gridò notoriamente: "Ricordate Alamo! Ricordate Goliad". Il Congresso degli Stati Uniti rifiutò di annettere il Texas, bloccato da controversie sulla schiavitù e sul potere regionale. Pertanto, la Repubblica del Texas rimase una potenza indipendente per quasi un decennio prima di essere annessa come 28° stato nel 1845. Il governo del Messico, tuttavia, considerava il Texas una provincia in fuga e ne rivendicò la proprietà.

#### Guerra messico-statunitense

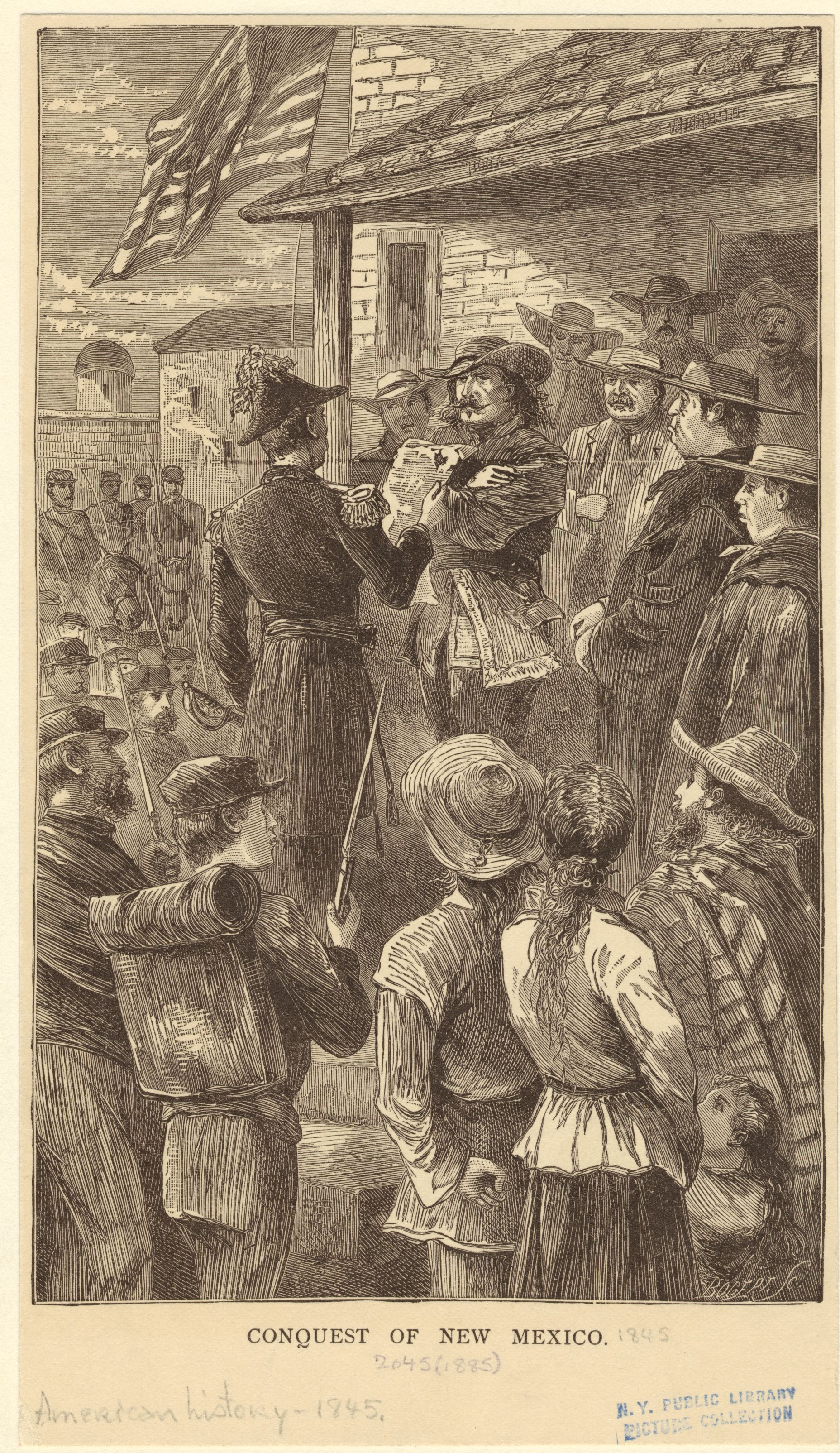
L'annessione del Nuovo Messico da parte del generale Kearny, 15 agosto 1846

Il Messico si rifiutò di riconoscere l'indipendenza del Texas nel 1836, ma le potenze statunitensi ed europee lo fecero. Il Messico minacciò di dichiarare guerra se il Texas si fosse unito agli Stati Uniti, cosa che fece nel 1845. I negoziatori americani furono respinti da un governo messicano in subbuglio. Quando l'esercito messicano uccise 16 soldati americani in territorio conteso, la guerra era ormai imminente. I Whig come il deputato Abraham Lincoln denunciarono la guerra, ma essa ebbe un notevole successo anche al di fuori del New England.
La strategia messicana era difensiva; quella americana era un'offensiva su tre fronti, con l'impiego di un gran numero di soldati volontari. Le forze terrestri conquistarono il New Mexico con scarsa resistenza e si diressero verso la California, che cadde rapidamente sotto le forze terrestri e navali americane. Dalla principale base americana di New Orleans, il generale Zachary Taylor guidò le forze nel Messico settentrionale, vincendo una serie di battaglie che seguirono. La Marina statunitense trasportò il generale Winfield Scott a Veracruz. Quindi marciò con la sua forza di 12.000 uomini verso ovest, fino a Città del Messico, vincendo la battaglia finale a Chapultepec. Le voci di acquisizione di tutto il Messico svanirono quando l'esercito scoprì che i valori politici e culturali messicani erano così estranei a quelli americani. Come si chiedeva il Cincinnati Herald, cosa avrebbero fatto gli Stati Uniti con otto milioni di messicani "con il loro culto degli idoli, la superstizione pagana e le razze meticce degradate?".
Il trattato di Guadalupe Hidalgo del 1848 cedette i territori della California e del Nuovo Messico agli Stati Uniti per 18,5 milioni di dollari (che includevano l'assunzione delle rivendicazioni contro il Messico da parte dei coloni). L'acquisto di Gadsden del 1853 aggiunse l'Arizona meridionale, necessaria per una linea ferroviaria verso la California. In totale il Messico cedette 1,3 milioni di km² e includeva i futuri stati di California, Utah, Arizona, Nevada, Nuovo Messico e parti del Colorado e del Wyoming, oltre al Texas. La gestione dei nuovi territori e la gestione della questione della schiavitù causarono intense controversie, in particolare sulla pregiudiziale Wilmot, che avrebbe messo al bando la schiavitù nei nuovi territori. Il Congresso non la approvò mai, ma risolse temporaneamente la questione della schiavitù nell'Ovest con il Compromesso del 1850. La California entrò nell'Unione nel 1850 come stato libero; le altre aree rimasero territori per molti anni.

#### Crescita del Texas
Il nuovo stato crebbe rapidamente con l'affluire dei migranti nelle fertili terre di cotone del Texas orientale. Gli immigrati tedeschi iniziarono ad arrivare nei primi anni del 1840 a causa delle pressioni economiche, sociali e politiche negative in Germania. Con i loro investimenti nelle terre di cotone e negli schiavi, i coltivatori stabilirono piantagioni di cotone nei distretti orientali. L'area centrale dello stato fu sviluppata maggiormente da agricoltori di sussistenza che raramente possedevano schiavi.
Il Texas, ai tempi del selvaggio West, attraeva uomini che sapevano sparare dritto e possedevano il gusto dell'avventura a causa della "fama maschile, il servizio patriottico, la gloria marziale e le morti significative".

#### Corsa all'oro in California

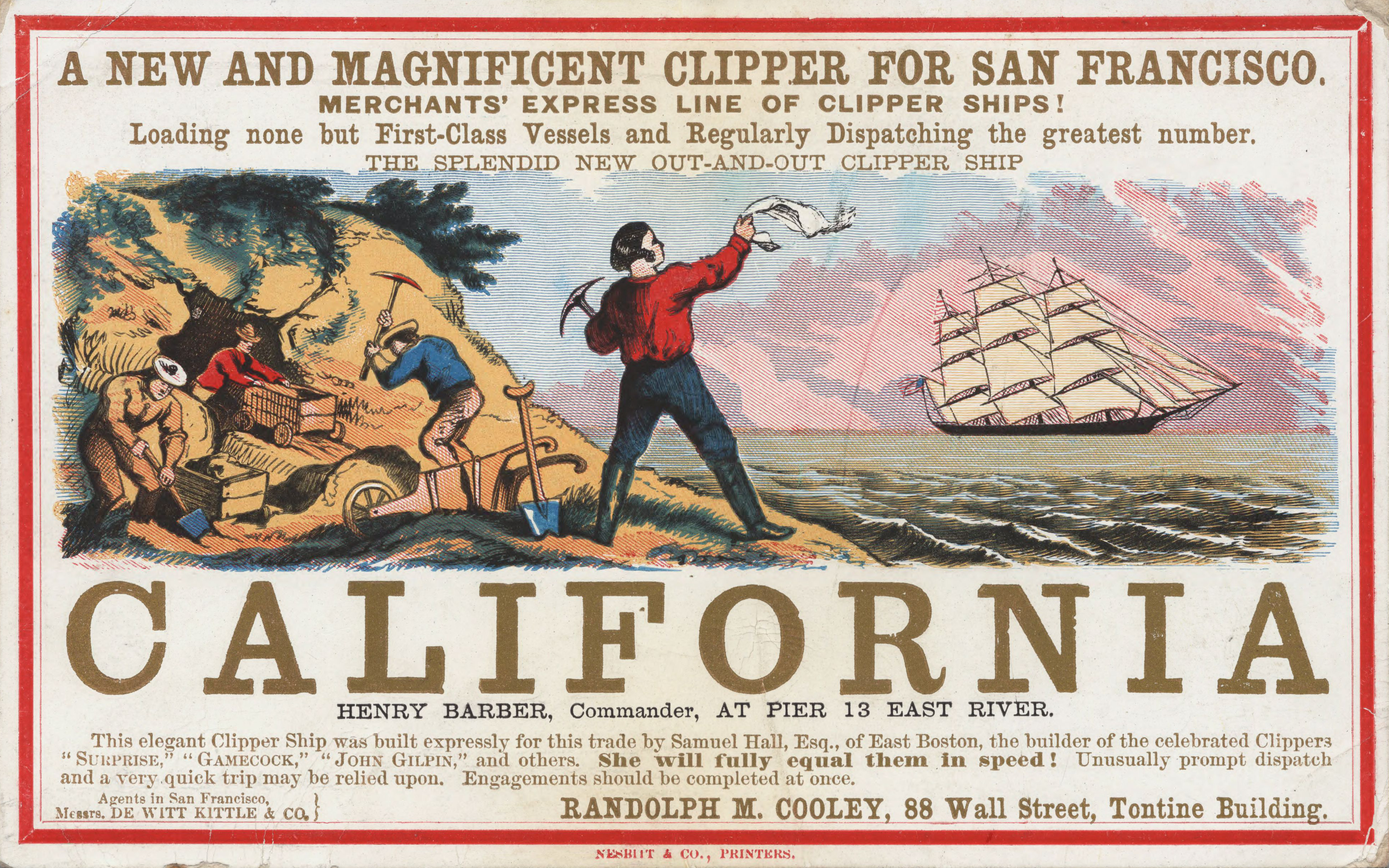
Le navi clipper impiegavano 5 mesi per percorrere le 17.000 miglia (27.000 km) che separavano New York City da San Francisco.

Nel 1846, circa 10.000 i Californios vivevano in California, principalmente in allevamenti di bestiame in quella che oggi è l'area di Los Angeles. Alcune centinaia di stranieri erano sparsi nei distretti settentrionali, tra cui alcuni americani. Con lo scoppio della guerra con il Messico nel 1846, gli Stati Uniti inviarono Frémont e un'unità dell'esercito americano, così come forze navali, e presero rapidamente il controllo. Mentre la guerra stava finendo, fu scoperto l'oro nel nord e la notizia si diffuse presto in tutto il mondo.
Migliaia di "Forty-Niners" raggiunsero la California, navigando intorno al Sud America (o prendendo una scorciatoia attraverso Panama, flagellata dalle malattie), oppure percorrendo a piedi il sentiero californiano. La popolazione salì a oltre 200.000 persone nel 1852, soprattutto nei distretti auriferi che si estendevano fino alle montagne a est di San Francisco.

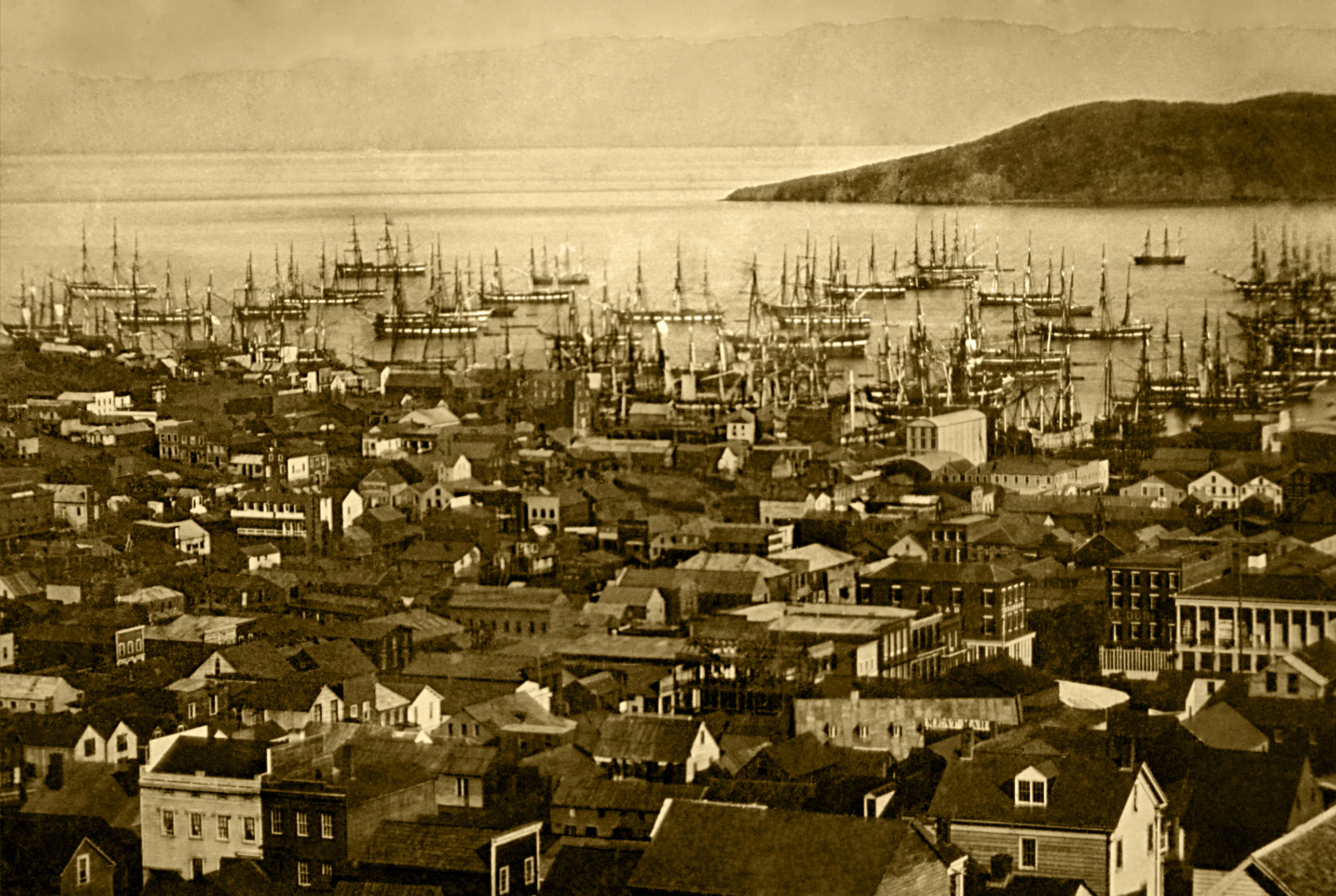
Porto di San Francisco intorno al  1850. Tra il 1847 e il 1870, la popolazione di San Francisco esplose da 500 a 150.000 abitanti

A San Francisco gli alloggi erano preziosi e le navi abbandonate, i cui equipaggi si erano diretti alle miniere, venivano spesso trasformate in alloggi temporanei. Nei giacimenti auriferi stessi, le condizioni di vita erano primitive, sebbene il clima mite si rivelasse attraente. Le scorte erano costose e il cibo scarso, con diete tipiche a base di carne di maiale, fagioli e whisky. Queste comunità, prevalentemente maschili e transitorie, prive di istituzioni consolidate, erano soggette ad alti livelli di violenza, ubriachezza, blasfemia e comportamenti motivati dall'avidità. Senza tribunali o ufficiali giudiziari nelle comunità minerarie per far rispettare le rivendicazioni e far rispettare la giustizia, i minatori svilupparono un proprio sistema legale ad hoc, basato sui "codici minerari" utilizzati in altre comunità minerarie all'estero. Ogni campo aveva le proprie regole e spesso amministrava la giustizia con il voto popolare, a volte agendo equamente e a volte esercitando funzioni di vigilantes; i nativi americani, i messicani e i cinesi ricevevano generalmente le condanne più severe.
La corsa all'oro cambiò radicalmente l'economia della California e portò con sé una serie di professionisti, tra cui specialisti di metalli preziosi, mercanti, medici e avvocati, che si aggiunsero alla popolazione di minatori, gestori di saloon, giocatori d'azzardo e prostitute. Un giornale di San Francisco affermò: "L'intero paese... risuona del sordido grido dell'oro! Oro! Oro! Mentre il campo è lasciato a metà seminato, la casa a metà costruita e tutto trascurato tranne la fabbricazione di pale e picconi". Oltre 250.000 minatori trovarono un totale di oltre 200 milioni di dollari in oro nei cinque anni della corsa all'oro in California. Con l'arrivo di migliaia di minatori, tuttavia, sempre meno minatori fecero fortuna e la maggior parte finì esausta e senza un soldo.
Banditi violenti spesso predavano i minatori, come nel caso dell'uccisione di undici banditi da parte di Jonathan R. Davis da solo. Gli accampamenti si estendevano a nord e a sud dell'American e verso est fino alle Sierras. Nel giro di pochi anni, quasi tutti i minatori indipendenti furono sfollati poiché le miniere furono acquistate e gestite da compagnie minerarie, che poi assunsero minatori sottopagati. Man mano che l'oro diventava più difficile da trovare e da estrarre, i cercatori individuali cedettero il passo a squadre di lavoratori retribuiti, competenze specializzate e macchinari minerari. Le miniere più grandi, tuttavia, causarono maggiori danni ambientali. In montagna, predominava l'estrazione mineraria a pozzo, che produceva grandi quantità di rifiuti. A partire dal 1852, alla fine della corsa all'oro del '49, fino al 1883, fu utilizzata l'estrazione idraulica. Nonostante gli enormi profitti realizzati, cadde nelle mani di pochi capitalisti, spostò numerosi minatori, enormi quantità di rifiuti entrarono nei sistemi fluviali e causarono gravi danni ecologici all'ambiente. L’attività mineraria idraulica terminò quando le proteste pubbliche per la distruzione dei terreni agricoli portarono alla messa al bando di questa pratica.
Le aree montuose del triangolo dal Nuovo Messico alla California al Dakota del Sud contenevano centinaia di siti minerari di roccia dura, dove i cercatori scoprirono oro, argento, rame e altri minerali (così come del carbone di roccia tenera). Campi minerari temporanei spuntarono durante la notte; la maggior parte divennero città fantasma quando i minerali furono esauriti. I cercatori si sparsero e cacciarono oro e argento lungo le Montagne Rocciose e nel sud-ovest. Presto l'oro fu scoperto in Colorado, Utah, Arizona, Nuovo Messico, Idaho, Montana e Dakota del Sud entro il 1864.
La scoperta del Comstock Lode, contenente grandi quantità di argento, portò al boom delle città del Nevada di Virginia City, Carson City e Silver City. La ricchezza derivante dall'argento, più che dall'oro, alimentò San Francisco negli anni '60 del XIX secolo e contribuì all'ascesa di alcune delle sue famiglie più ricche, come quella di George Hearst.

#### Pista dell'Oregon

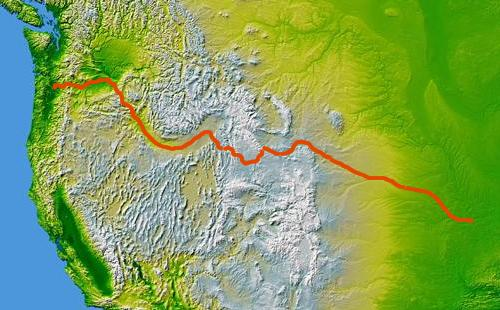
400.000 uomini, donne e bambini percorsero 2.000 miglia (3.200 km) in carovane durante un viaggio di sei mesi lungo l'Oregon Trail

Per raggiungere le ricchezze delle nuove terre della costa occidentale, c'erano tre opzioni: alcuni navigavano intorno alla punta meridionale del Sud America durante un viaggio di sei mesi, altri intraprendevano il pericoloso viaggio attraverso l'istmo di Panama, ma altri 400.000 lo percorrevano a piedi su una rotta via terra di oltre 2.000 miglia (3.200 km); le loro carovane partivano solitamente dal Missouri. Si spostavano in grandi gruppi sotto la guida di un esperto capocarro, portando con sé vestiti, provviste agricole, armi e animali. Queste carovane seguivano i fiumi principali, attraversavano praterie e montagne e di solito terminavano in Oregon e California. I pionieri generalmente cercavano di completare il viaggio durante una singola stagione calda, di solito per sei mesi. Nel 1836, quando la prima carovana di migranti fu organizzata a Independence nel Missouri, una pista per carri era stata creata fino a Fort Hall, nell'Idaho. Le piste furono create sempre più a ovest, raggiungendo infine la Willamette Valley in Oregon. Questa rete di piste che conducevano al Pacifico nord-occidentale fu in seguito chiamata Pista dell'Oregon. La metà orientale del percorso fu utilizzata anche dai viaggiatori sul California Trail (dal 1843), sul Mormon Trail (dal 1847) e sul Bozeman Trail (dal 1863) prima di deviare verso le loro destinazioni separate.

#### Mormoni e Utah

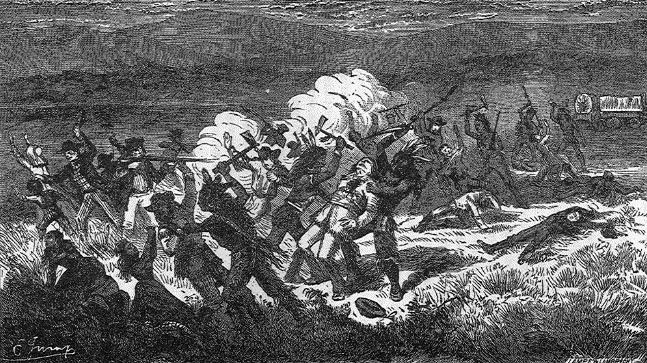
Il massacro di Mountain Meadows fu perpetrato dai mormoni e dai nativi Paiute contro 120 civili diretti in California

Nel Missouri e nell'Illinois, l'animosità tra i coloni mormoni e la gente del posto crebbe, il che avrebbe rispecchiato quelle di altri stati come lo Utah anni dopo. La violenza scoppiò infine il 24 ottobre 1838, quando le milizie di entrambe le parti si scontrarono e un massacro di mormoni nella contea di Livingston avvenne 6 giorni dopo. L'ordine di sterminio mormone Missouri Executive Order 44 fu emesso durante questi conflitti e i mormoni furono costretti a disperdersi. Brigham Young, cercando di lasciare la giurisdizione americana per sfuggire alla persecuzione religiosa in Illinois e Missouri, condusse i mormoni nella valle del Gran Lago Salato, all'epoca posseduta dal Messico ma non controllata da esso. Un centinaio di insediamenti rurali mormoni sorsero in quello che Young chiamò "Deseret", una specie di stato che governò come una teocrazia. In seguito divenne Territorio dello Utah. L'insediamento di Young a Salt Lake City servì da fulcro della loro rete, che si estendeva anche nei territori vicini. Il comunitarismo e le avanzate pratiche agricole dei mormoni permisero loro di avere successo.
Dopo la fine della guerra messico-statunitense nel 1848, lo Utah fu ceduto agli Stati Uniti dal Messico. Sebbene i mormoni dello Utah avessero sostenuto gli sforzi americani durante la guerra, il governo federale, spinto dalle chiese protestanti, rigettò la teocrazia e la poligamia. Fondato nel 1852, il Partito Repubblicano era apertamente ostile alla Chiesa di Gesù Cristo dei santi degli ultimi giorni nello Utah a causa della pratica della poligamia, considerata dalla maggior parte del popolo americano un affronto ai valori religiosi, culturali e morali della civiltà moderna. Gli scontri rasentarono la guerra aperta alla fine degli anni '50 dell'Ottocento, quando il presidente James Buchanan inviò le truppe. Sebbene non ci fossero battaglie militari e i negoziati portassero a una tregua, la violenza continuò a intensificarsi e ci furono diverse vittime. Dopo la guerra civile, il governo federale prese sistematicamente il controllo dello Utah, la Chiesa di Gesù Cristo dei santi degli ultimi giorni fu legalmente disincarnata nel territorio e i membri della gerarchia della chiesa, incluso Young, furono rimossi sommariamente e banditi praticamente da ogni carica pubblica. Nel frattempo, il lavoro missionario di successo negli Stati Uniti e in Europa portò un'ondata di convertiti mormoni nello Utah. Durante questo periodo, il Congresso si rifiutò di ammettere lo Utah nell'Unione come stato perchè avrebbe significato la fine del controllo federale diretto sul territorio e la possibile ascesa di politici scelti e controllati dalla Chiesa di Gesù Cristo dei santi degli ultimi giorni nella maggior parte, se non in tutte le cariche elettive federali, statali e locali del nuovo stato. Infine, nel 1890 la leadership della chiesa annunciò che la poligamia non era più un principio centrale, da allora in poi un compromesso. Nel 1896, lo Utah fu ammesso come 45° stato con i mormoni divisi tra repubblicani e democratici.

#### Il Pony Express e il telegrafo

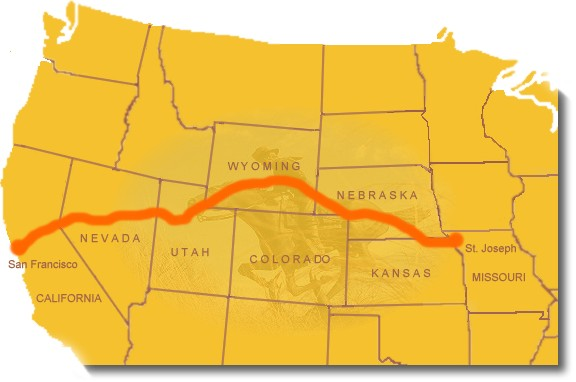
Mappa del percorso del Pony Express

Il governo federale fornì sussidi per lo sviluppo della posta e della consegna merci e, nel 1856, il Congresso autorizzò dei miglioramenti stradali e un servizio postale via terra per la California. Il nuovo servizio di carovane commerciali trasportava principalmente merci. Nel 1858 John Butterfield istituì un servizio di diligenza che andava da Saint Louis a San Francisco in 24 giorni lungo una rotta meridionale. Questa rotta fu abbandonata nel 1861 dopo l'adesione del Texas alla Confederazione, a favore di servizi di diligenza stabiliti via Fort Laramie e Salt Lake City, un viaggio di 24 giorni, con la Wells Fargo & Co. come principale fornitore.
William Russell, sperando di ottenere un contratto governativo per un servizio di consegna postale più rapido, diede vita al Pony Express nel 1860, riducendo i tempi di consegna a dieci giorni. Realizzò oltre 150 stazioni a circa 24 km di distanza l'una dall'altra.
Nel 1861 il Congresso approvò il Land-Grant Telegraph Act che finanziò la costruzione delle linee telegrafiche transcontinentali della Western Union. Hiram Sibley, a capo della compagnia, negoziò accordi esclusivi con le ferrovie per la gestione delle linee telegrafiche lungo i loro confini. Otto anni prima dell'apertura della ferrovia transcontinentale, il primo telegrafo transcontinentale collegò Omaha nel Nebraska, a San Francisco il 24 ottobre 1861. Il Pony Express durò soli 18 mesi perché non poteva competere con il telegrafo.

#### Kansas sanguinante

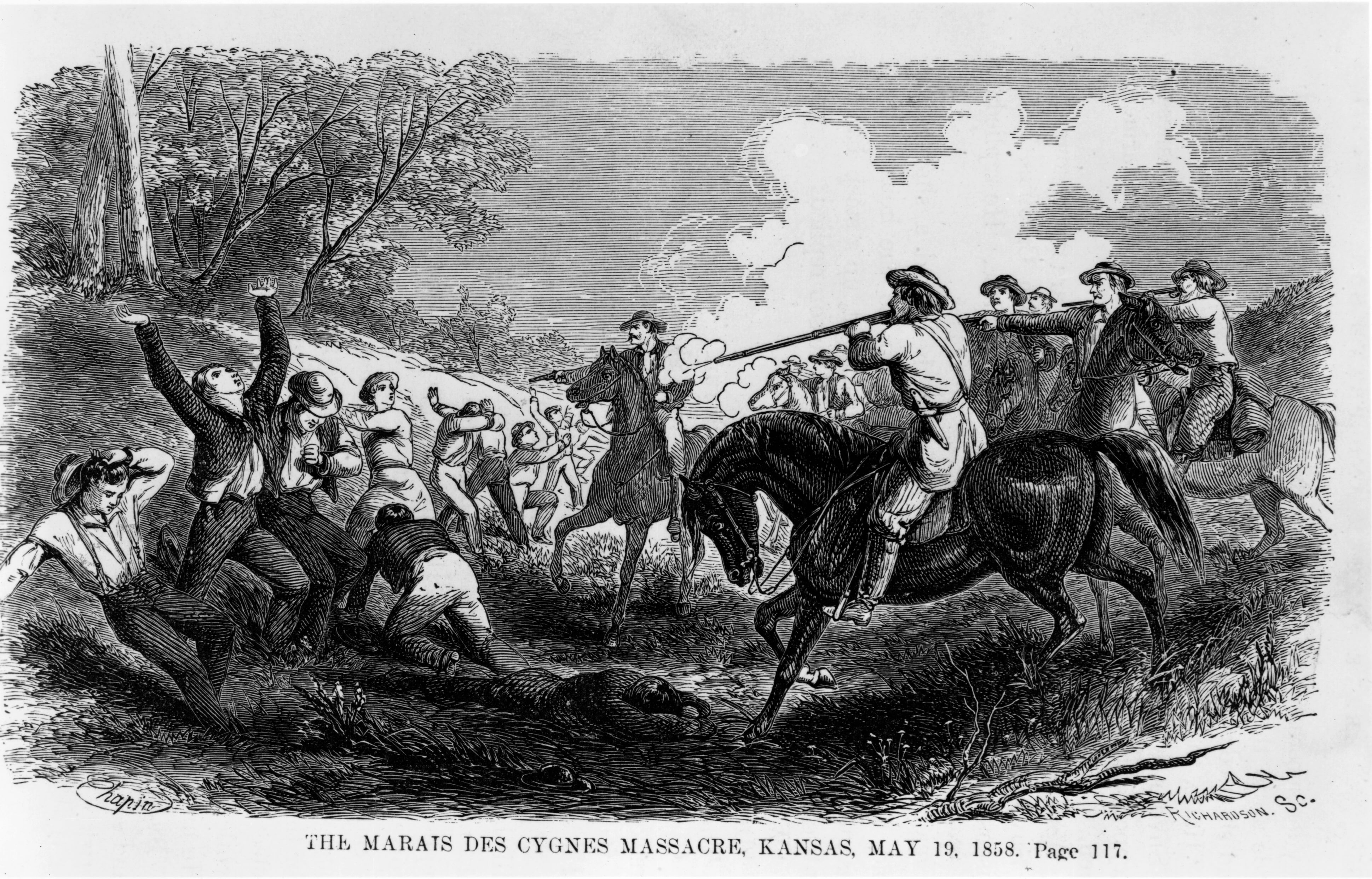
Massacro di Marais des Cygnes del Kansan antischiavista, 19 maggio 1858

Costituzionalmente, il Congresso non poteva occuparsi della schiavitù negli stati, ma aveva giurisdizione nei territori occidentali. La California respinse all'unanimità la schiavitù nel 1850 e divenne uno stato libero. Il Nuovo Messico consentiva la schiavitù, ma era raramente osservata lì. Il Kansas era off-limits alla schiavitù a seguito del Compromesso del 1820. I membri del Free Soil Party temevano che, se la schiavitù fosse stata permessa, i ricchi piantatori avrebbero acquistato le terre migliori e le avrebbero lavorate con gruppi di schiavi, lasciando poche opportunità agli uomini bianchi liberi di possedere fattorie. Pochi piantatori del Sud erano interessati al Kansas, ma l'idea che la schiavitù fosse illegale lì implicava che avessero uno status sociale di seconda classe intollerabile per il loro senso dell'onore e sembrava violare il principio dei diritti degli stati. Con l'approvazione del Kansas-Nebraska Act estremamente controverso nel 1854, il Congresso lasciò la decisione agli elettori in Kansas. In tutto il Nord, un nuovo importante partito fu formato per combattere la schiavitù: il Partito Repubblicano, con numerosi occidentali in posizioni di leadership, in particolare Abraham Lincoln dell'Illinois. Per influenzare la decisione territoriale, membri antischiavisti finanziarono la migrazione di coloni politicamente determinati. Ma i sostenitori della schiavitù contrattaccarono con i coloni pro-schiavitù del Missouri. Il risultato fu la violenza da entrambe le parti; in tutto 56 uomini furono uccisi quando la violenza si placò nel 1859. Nel 1860 le forze schiaviste avevano preso il controllo, ma il Kansas aveva solo due schiavi. Le forze antischiaviste presero il sopravvento nel 1861, quando il Kansas divenne uno stato libero. L'episodio dimostrò che un compromesso democratico tra Nord e Sud sulla schiavitù era impossibile e contribuì ad accelerare la guerra civile.

### La guerra civile nell'Ovest

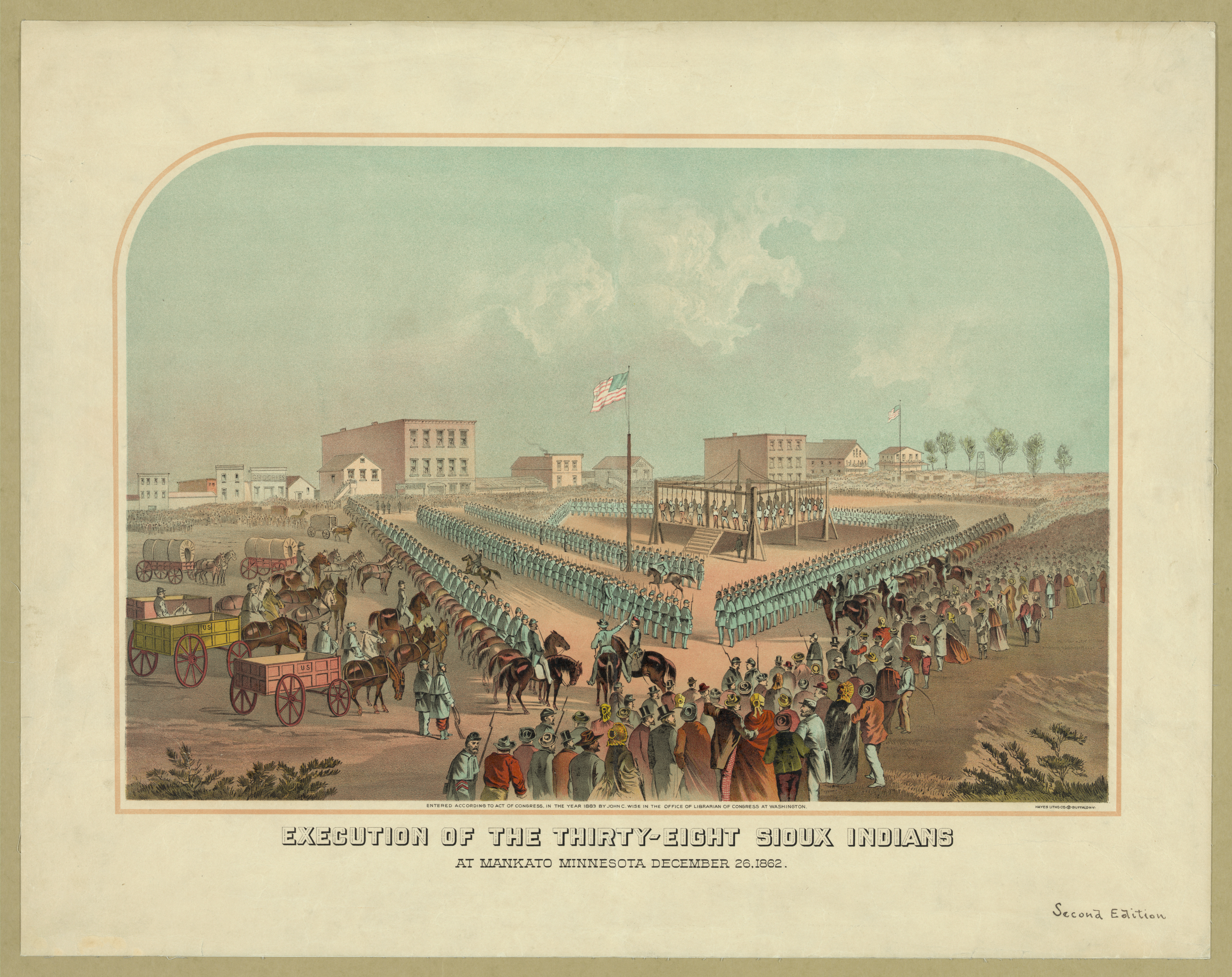
Impiccagione di massa di guerrieri Sioux condannati per omicidio e stupro a Mankato in Minnesota nel 1862

Nonostante il suo vasto territorio, la zona occidentale trans-Mississippi aveva una popolazione esigua e la sua storia bellica è stata in gran parte sottovalutata nella storiografia della guerra civile americana.

#### Teatro Trans-Mississippi
La Confederazione si impegnò in diverse importanti campagne nell'Ovest. Tuttavia, il Kansas, una delle principali aree di conflitto che precedettero la guerra, fu teatro di una sola battaglia, a Mine Creek. Ma la sua vicinanza alle linee confederate permise alle guerriglie alleate dei confederati, come i Raiders di Quantrill, di attaccare le roccaforti dell'Unione e massacrarne gli abitanti.
In Texas, i cittadini votarono per unirsi alla Confederazione; i tedeschi contrari alla guerra furono impiccati. Le truppe locali presero il controllo dell'arsenale federale a San Antonio, con l'intenzione di conquistare i territori del nord del New Mexico, dello Utah e del Colorado, e possibilmente della California. L'Arizona confederata fu creata dai cittadini che volevano protezione contro le incursioni degli Apache dopo che le unità dell'esercito degli Stati Uniti furono spostate. La Confederazione quindi mirò a ottenere il controllo del territorio del New Mexico. Il generale Henry Hopkins Sibley fu incaricato della campagna e, insieme al suo esercito del New Mexico, marciò fino al Rio Grande nel tentativo di impossessarsi delle ricchezze minerarie del Colorado e della California. Il primo reggimento di volontari scoprì i ribelli, che immediatamente avvertirono e si unirono agli Yankee a Fort Union. La battaglia di Glorieta Pass scoppiò presto e l'Unione pose fine alla campagna confederata e l'area a ovest del Texas rimase nelle mani dell'Unione.
Il Missouri, uno stato di confine del Sud dove la schiavitù era legale, divenne un campo di battaglia quando il governatore secessionista, contro il voto della legislatura, guidò le truppe all'arsenale federale a St. Louis; fu aiutato dalle forze confederate provenienti dall'Arkansas e dalla Louisiana. Il governatore del Missouri e parte della legislatura statale firmarono un'Ordinanza di Secessione a Neosho, formando il governo confederato del Missouri e la Confederazione che controllava il Missouri meridionale. Tuttavia, il generale dell'Unione Samuel Curtis riconquistò St. Louis e tutto il Missouri per l'Unione. Lo stato fu teatro di numerose incursioni e guerriglia nell'ovest.

#### Mantenimento della pace
Dopo il 1850, l'esercito americano istituì una serie di postazioni militari lungo la frontiera, progettate per fermare la guerra tra tribù native o tra nativi e coloni. Per tutto il XIX secolo, gli ufficiali dell'esercito costruirono la loro carriera in ruoli di mantenimento della pace, spostandosi da un forte all'altro fino al pensionamento. L'esperienza di combattimento era rara per un singolo soldato.
Il conflitto più drammatico fu la guerra Sioux in Minnesota nel 1862, quando le tribù Dakota attaccarono sistematicamente le fattorie tedesche per scacciare i coloni. Per diversi giorni, gli attacchi Dakota alla Lower Sioux Agency, a New Ulm e a Hutchinson uccisero dai 300 ai 400 coloni bianchi. La milizia statale reagì e Lincoln inviò le truppe federali. Le battaglie successive a Fort Ridgely, Birch Coulee, Fort Abercrombie e Wood Lake scandirono una guerra di sei settimane, che si concluse con una vittoria americana. Il governo federale processò 425 nativi per omicidio e 303 furono condannati a morte. Lincoln perdonò la maggior parte, ma 38 leader furono impiccati.
La ridotta presenza delle truppe dell'Unione nell'Ovest lasciò dietro di sé milizie non addestrate e le tribù ostili ne approfittarono per attaccare i coloni. La milizia reagì duramente, in particolare attaccando i quartieri invernali delle tribù Cheyenne e Arapaho, pieni di donne e bambini, durante il massacro di Sand Creek nel Colorado orientale alla fine del 1864.
Kit Carson e l'esercito americano nel 1864 intrappolarono l'intera tribù Navajo nel New Mexico, dove avevano razziato i coloni e li avevano rinchiusi in una riserva. All'interno del Territorio Indiano, oggi Oklahoma, scoppiarono conflitti tra le Cinque Tribù Civilizzate, la maggior parte delle quali si schierava con il Sud, essendo essi stessi schiavisti.
Nel 1862, il Congresso emanò due importanti leggi per facilitare l'insediamento nell'Ovest: l'Homestead Act e il Pacific Railroad Act. Il risultato, entro il 1890, fu la creazione di milioni di nuove fattorie negli stati delle Pianure, molte delle quali gestite da nuovi immigrati provenienti da Germania e Scandinavia.

### L'Ovest postbellico

#### Governo territoriale dopo la guerra civile

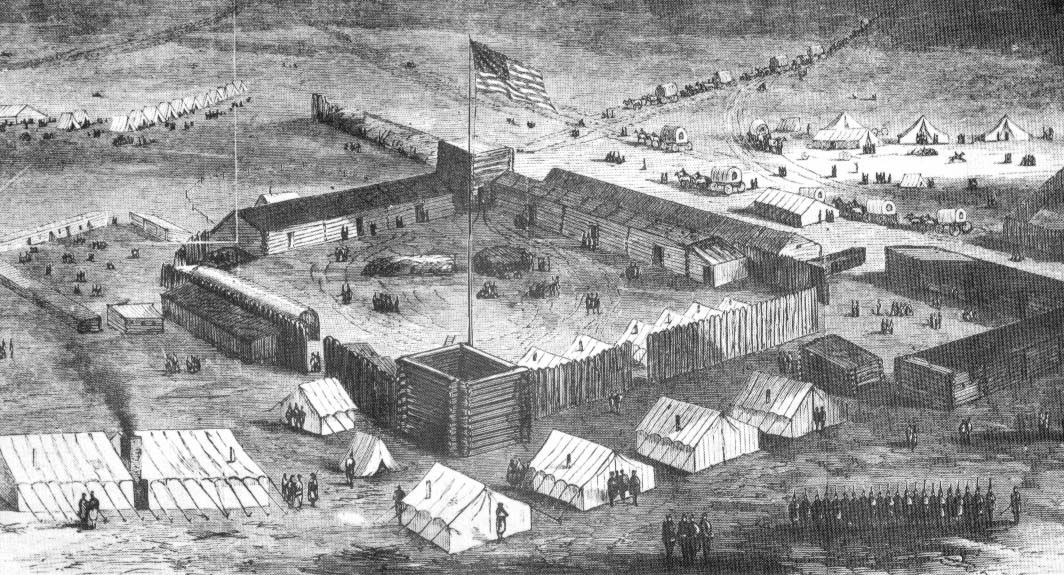
Campo di rifornimento, febbraio 1869

Con la fine della guerra e l'abolizione della schiavitù, il governo federale si concentrò sul miglioramento della governance dei territori. Ne suddivise diversi, preparandoli alla costituzione di uno stato, seguendo i precedenti stabiliti dall'Ordinanza del Nord-ovest del 1787. Standardizzò le procedure e la supervisione dei governi territoriali, eliminando alcuni poteri locali e imponendo molta burocrazia, con il conseguente significativo aumento della burocrazia federale.
Il coinvolgimento federale nei territori fu considerevole. Oltre ai sussidi diretti, il governo federale manteneva postazioni militari, garantiva la sicurezza dagli attacchi dei nativi, finanziava gli obblighi derivanti dai trattati, conduceva indagini e vendite di terreni, costruiva strade, forniva personale agli uffici catastali, apportava miglioramenti ai porti e sovvenzionava la consegna della posta via terra. I cittadini del territorio arrivarono a condannare il potere federale e la corruzione locale e, allo stesso tempo, a lamentarsi del fatto che non venissero loro inviati più fondi federali.
I governatori territoriali erano nominati politicamente e vincolati a Washington, quindi di solito governavano con la mano leggera, consentendo alle assemblee legislative di occuparsi delle questioni locali. Oltre al ruolo di governatore civile, un governatore territoriale era anche comandante di milizia, sovrintendente locale degli affari nativi e collegamento dello stato con le agenzie federali. Le assemblee legislative, d'altra parte, parlavano a nome dei cittadini locali e godevano di un ampio margine di manovra da parte del governo federale nell'emanare leggi locali.
Questi miglioramenti alla governance lasciavano ancora ampio spazio al profitto. Come scrisse Mark Twain mentre lavorava per suo fratello, il segretario del Nevada, "Il governo del mio paese snobba l'onesta semplicità ma accarezza la malvagità artistica, e penso che sarei potuto diventare un borseggiatore molto abile se fossi rimasto al servizio pubblico per un anno o due". Le "circoscrizioni territoriali", associazioni corrotte di politici e imprenditori locali sostenute dal patrocinio federale, sottraevano denaro alle tribù native e ai cittadini locali, soprattutto nei territori del Dakota e del Nuovo Messico.

#### Sistema fondiario federale

Homesteaders nel 1866

Nell'acquisizione, preparazione e distribuzione di terreni pubblici a proprietà privata, il governo federale generalmente seguiva il sistema stabilito dalla Land Ordinance del 1785. Squadre federali di esplorazione e ricerca scientifica avrebbero intrapreso la ricognizione del territorio e determinato le abitazioni dei nativi americani. Attraverso trattati, i titoli di proprietà terriera sarebbero stati ceduti dalle tribù residenti. Quindi i geometri avrebbero creato mappe dettagliate che delimitavano il terreno in quadrati di 6 miglia (10 km) di lato, suddivisi prima in blocchi di un miglio quadrato, poi in lotti di 160 acri (0,65 km²). Dai lotti sarebbero state formate delle township e vendute all'asta pubblica. I terreni invenduti potevano essere acquistati dall'ufficio del catasto a un prezzo minimo di 1,25 dollari per acro.
Nell'ambito delle politiche pubbliche, il governo avrebbe assegnato terreni pubblici a determinati gruppi, come i veterani, attraverso l'uso di un "libro di proprietà fondiaria". Il libro di proprietà fondiaria veniva negoziato sul mercato finanziario, spesso a un prezzo inferiore a 1,25 dollari per acro stabilito dalla legge, offrendo a speculatori, investitori e costruttori un'ulteriore possibilità di acquisire ampi appezzamenti di terreno a basso costo. La politica fondiaria divenne politicizzata da fazioni e interessi contrastanti, e la questione della schiavitù sulle nuove terre divenne controversa. Per contrastare gli speculatori fondiari, gli agricoltori formarono "claims club" (club delle richieste di risarcimento) per consentire loro di acquistare appezzamenti più grandi dei 160 acri (0,65 km²) assegnandoli, commerciando tra loro a prezzi controllati.
Nel 1862, il Congresso approvò tre importanti leggi che trasformarono il sistema agrario. L'Homestead Act garantiva 160 acri (0,65 km²) gratuiti a ciascun colono che avesse migliorato il terreno per cinque anni; cittadini e non cittadini, compresi abusivi e donne, ne avevano diritto. L'unico costo era una modesta tassa di deposito. La legge fu particolarmente importante nella colonizzazione degli stati delle pianure. Molti presero una proprietà terriera gratuita e altri acquistarono la loro terra dalle ferrovie a tariffe basse.
Il Pacific Railroad Act del 1862 stabilì i terreni necessari per costruire la ferrovia transcontinentale. I terreni furono assegnati alle ferrovie in alternanza con appezzamenti di terreno di proprietà governativa, riservati alla distribuzione gratuita ai coloni. Per equità, il governo federale ridusse ogni appezzamento a 80 acri (32 ettari) a causa del suo valore percepito come più elevato grazie alla vicinanza alla linea ferroviaria. Le ferrovie avevano fino a cinque anni per vendere o ipotecare i loro terreni, dopo la posa dei binari, dopodiché i terreni invenduti potevano essere acquistati da chiunque. Spesso le ferrovie vendevano immediatamente parte dei terreni acquisiti dal governo ai coloni per incoraggiare l'insediamento e la crescita dei mercati che le ferrovie avrebbero poi potuto servire. Le ferrovie del Nebraska negli anni '70 del XIX secolo furono un forte promotore di terreni lungo le loro tratte. Inviarono agenti in Germania e Scandinavia con pacchetti di offerte che includevano trasporti economici per la famiglia, nonché mobili e attrezzi agricoli, e offrivano prestiti a lungo termine a tassi agevolati. Riuscì ad attrarre avventurose famiglie americane ed europee nel Nebraska, aiutandole ad acquistare appezzamenti di terreno a condizioni vantaggiose. Il prezzo di vendita dipendeva da fattori quali la qualità del terreno, l'acqua e la distanza dalla ferrovia.

#### Le Ferrovie transcontinentali
Negli anni '50 del XIX secolo, il governo degli Stati Uniti sponsorizzò rilievi topografici che mapparono le restanti regioni inesplorate dell'Ovest al fine di pianificare possibili percorsi per una ferrovia transcontinentale. Gran parte di questo lavoro fu svolto dal Corpo degli Ingegneri, dal Corpo degli Ingegneri Topografici e dal Bureau of Explorations and Surveys, e divenne noto come "La Grande Ricognizione". Il regionalismo animò i dibattiti al Congresso sulla scelta di un percorso settentrionale, centrale o meridionale. I requisiti ingegneristici per il percorso ferroviario prevedevano un'adeguata fornitura di acqua e legname e un percorso il più possibile pianeggiante, date le scarse locomotive dell'epoca.
Le proposte per costruire una linea transcontinentale fallirono a causa delle controversie del Congresso sulla schiavitù. Con la secessione degli stati confederati nel 1861, i modernizzatori del partito repubblicano presero il controllo del Congresso e volevano una linea che collegasse la California. Le aziende private avrebbero dovuto costruire e gestire la linea. La costruzione sarebbe stata eseguita da lavoratori non qualificati che avrebbero vissuto in campi temporanei lungo il percorso. Gli immigrati dalla Cina e dall'Irlanda svolsero la maggior parte del lavoro di costruzione. Theodore Judah, l'ingegnere capo della Central Pacific, esaminò il percorso da San Francisco a est. Gli instancabili sforzi da lobbista di Judah a Washington furono in gran parte responsabili dell'approvazione del Pacific Railroad Act del 1862, che autorizzava la costruzione sia della Central Pacific che della Union Pacific (che costruiva a ovest di Omaha). Nel 1862 quattro ricchi mercanti di San Francisco (Leland Stanford, Collis Huntington, Charles Crocker e Mark Hopkins) presero il comando, con Crocker responsabile della costruzione. La linea fu completata nel maggio del 1869. Il viaggio passeggeri da costa a costa in 8 giorni sostituì i convogli di carri o i viaggi via mare che duravano dai 6 ai 10 mesi e costavano molto di più.
La strada fu costruita con mutui da New York, Boston e Londra, garantiti da concessioni fondiarie. Non c'erano sussidi federali in contanti, ma c'era un prestito alla Central Pacific che fu poi rimborsato con un tasso di interesse del 6%. Il governo federale offrì concessioni fondiarie secondo uno schema a scacchiera. Il governo prestò anche denaro, poi rimborsato, a 16.000 dollari al miglio sui tratti pianeggianti e a 32.000-48.000 dollari sui terreni montuosi. Anche le amministrazioni locali e statali contribuirono al finanziamento.
La maggior parte dei lavoratori manuali sulla Central Pacific erano nuovi arrivati dalla Cina. La Central Pacific impiegava oltre 12.000 lavoratori cinesi, il 90% della sua forza lavoro manuale. Ong esplora se i lavoratori ferroviari cinesi fossero sfruttati o meno dalla ferrovia, con i bianchi in posizioni migliori. Scopre che la ferrovia stabiliva salari diversi per bianchi e cinesi e utilizzava questi ultimi nei lavori più umili e pericolosi, come la manipolazione e il versamento di nitroglicerina. Tuttavia, la ferrovia forniva anche campi e cibo che i cinesi desideravano e proteggeva i lavoratori cinesi dalle minacce dei bianchi.

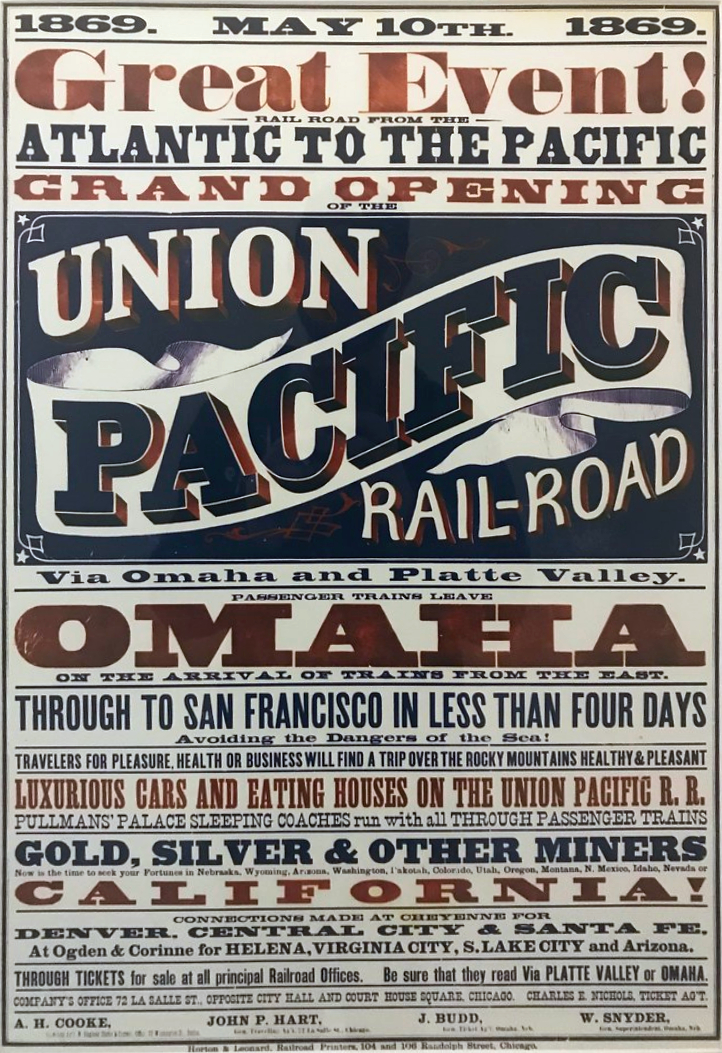
Manifesto per l'inaugurazione della Union Pacific Railroad, 1869

La costruzione della ferrovia richiedeva sei attività principali: il rilievo topografico del percorso, la demolizione di una sede stradale, la costruzione di gallerie e ponti, la bonifica e la posa della sede stradale, la posa di traversine e rotaie, nonché la manutenzione e il rifornimento di cibo e attrezzi alle squadre. Il lavoro era altamente fisico, con l'impiego di aratri e raschiatori trainati da cavalli, nonché di picconi, asce, mazze e carretti a mano. Venivano utilizzate anche alcune macchine a vapore, come le pale. Le rotaie erano in ferro (l'acciaio arrivò qualche anno dopo), pesavano 320 kg e richiedevano cinque uomini per essere sollevate. Per la demolizione, si utilizzava la polvere da sparo. Le squadre di costruzione della Union Pacific, per lo più irlandesi americani, costruivano in media circa 3 km di nuovi binari al giorno.
Durante la Gilded Age furono costruite sei ferrovie transcontinentali (più due in Canada); esse aprirono l'Ovest ad agricoltori e allevatori. Da nord a sud erano la Northern Pacific, la Milwaukee Road e la Great Northern lungo il confine tra Canada e Stati Uniti; la Union Pacific e la Central Pacific al centro, e a sud la Santa Fe e la Southern Pacific. Tutte, tranne la Great Northern di James J. Hill, si basavano su concessioni terriere. Le storie finanziarie erano spesso complesse. Ad esempio, la Northern Pacific ricevette la sua principale concessione terriera nel 1864. Il finanziere Jay Cooke fu al comando fino al 1873, quando fallì. I tribunali federali, tuttavia, mantennero operative le ferrovie fallite. Nel 1881 Henry Villard prese il controllo e completò finalmente la linea per Seattle. Ma la linea fallì durante il Panico del 1893 e Hill ne prese il controllo. In seguito unì diverse linee con finanziamenti provenienti da JP Morgan, ma il presidente Theodore Roosevelt le divise nel 1904.
Nel primi anni di attività del 1869-1870, 150.000 passeggeri percorsero il lungo viaggio. I coloni furono incoraggiati con promozioni a recarsi a ovest per viaggi esplorativi gratuiti, al fine di acquistare terreni ferroviari a condizioni agevolate e distribuiti su diversi anni. Le ferrovie avevano "Uffici Immigrazione" che pubblicizzavano pacchetti a basso costo, inclusi passaggio e terreni a condizioni agevolate, per gli agricoltori in Germania e Scandinavia. Le praterie, veniva promesso loro, non significavano fatica estenuante, perché "stabilirsi nella prateria pronta per l'aratro è diverso dall'immergersi in una regione coperta di boschi".  I coloni erano clienti delle ferrovie, che spedivano i loro raccolti e il loro bestiame e importavano prodotti manifatturieri. Tutti i produttori beneficiavano dei minori costi di trasporto e del raggio d'azione molto più ampio.
Le linee transcontinentali aprirono l'Ovest agli insediamenti, portarono migliaia di lavoratori e manager altamente tecnologici e ben pagati crearono migliaia di città e paesi, orientarono la nazione lungo un asse est-ovest e si dimostrarono di grande valore per la nazione nel suo complesso. D'altro canto, ne furono costruite troppe, e troppo in anticipo rispetto alla domanda effettiva. Il risultato fu una bolla che causò pesanti perdite agli investitori e portò a pratiche di gestione inadeguate. Al contrario, come osserva White, le linee nel Midwest e nell'Est, supportate da una base di popolazione molto ampia, favorirono l'agricoltura, l'industria e l'estrazione mineraria, generando profitti costanti e ricevendo pochi sussidi governativi.

#### Migrazione dopo la guerra civile

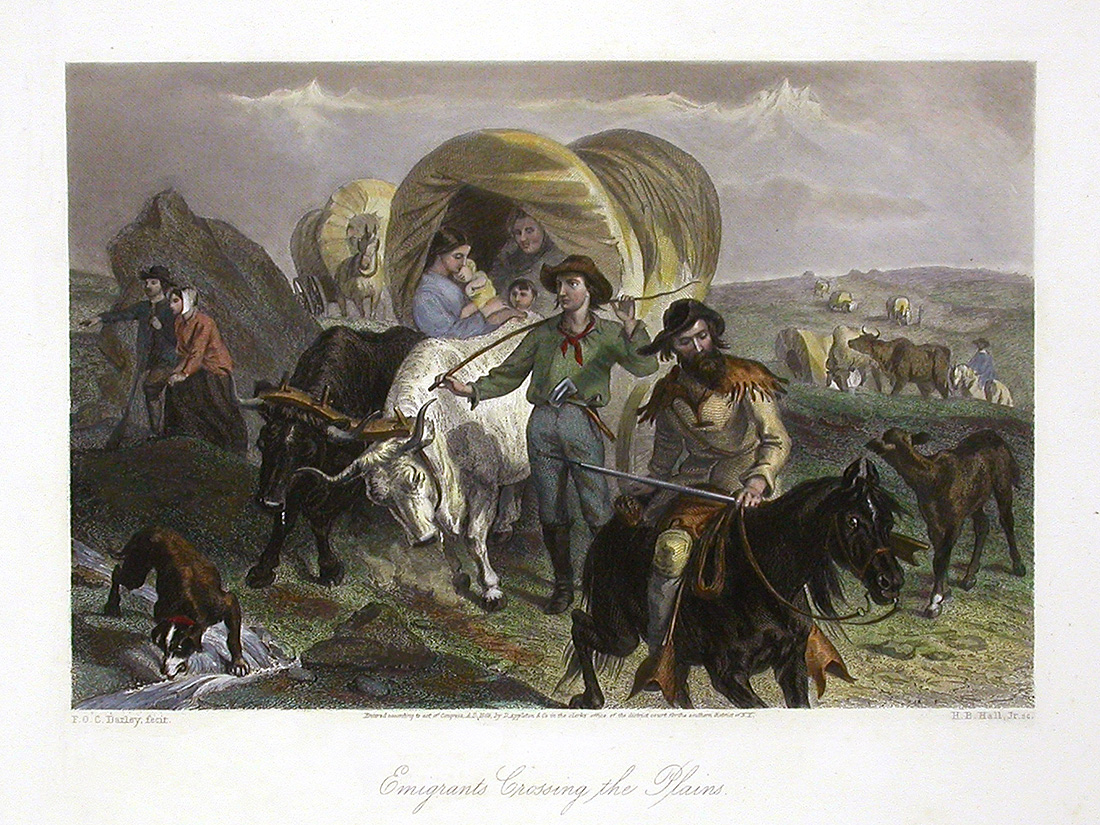
Emigrants Crossing the Plains, 1872, mostra dei coloni che attraversano le Grandi Pianure. Opera di F. O. C. Darley

Dopo la guerra civile, molti provenienti dalla costa orientale e dall'Europa furono attirati a ovest dai resoconti dei parenti e da estese campagne pubblicitarie che promettevano "le migliori praterie", "prezzi bassi", "grandi sconti in contanti" e "condizioni migliori che mai!". Le nuove ferrovie offrirono l'opportunità agli emigranti di andare a dare un'occhiata, con speciali biglietti famiglia, il cui costo poteva essere applicato agli acquisti di terreni offerti dalle ferrovie. Coltivare le pianure era effettivamente più difficile che a est. La gestione delle risorse idriche era più critica, gli incendi causati da fulmini erano più diffusi, il clima era più estremo, le precipitazioni erano meno prevedibili.
La loro principale motivazione a spostarsi verso ovest fu quella di trovare una vita economica migliore di quella che avevano. Gli agricoltori cercavano terreni più grandi, più economici e più fertili; mercanti e artigiani cercavano nuovi clienti e nuove opportunità di leadership. I braccianti volevano lavori meglio retribuiti e condizioni migliori. Quando i coloni si spostarono verso ovest, dovettero affrontare sfide lungo il cammino, come la mancanza di legna per le abitazioni, maltempo come bufere di neve, siccità e terrificanti tornado. Nelle praterie senza alberi i coloni costruirono case di zolle erbose, mentre una delle più grandi pestilenze che colpirono i coloni fu la peste delle locuste del 1874 che devastò le Grandi Pianure. Queste sfide temprarono i coloni nel domare la frontiera.

#### Acquisto dell'Alaska
Dopo la sconfitta della Russia nella guerra di Crimea, lo zar Alessandro II di Russia decise di vendere il territorio dell'Alaska agli Stati Uniti. La decisione fu motivata in parte dalla necessità di denaro e in parte dalla consapevolezza, da parte dello Stato russo, che la Gran Bretagna avrebbe potuto facilmente conquistare l'Alaska in un eventuale conflitto futuro tra le due nazioni. Il Segretario di Stato americano William Seward negoziò con i russi l'acquisizione dell'enorme massa continentale dell'Alaska, un'area pari a circa un quinto delle dimensioni del resto degli Stati Uniti. Il 30 marzo 1867, gli Stati Uniti acquistarono il territorio dai russi per 7,2 milioni di dollari (162 milioni di dollari nel 2024). La cerimonia di trasferimento fu completata a Sitka il 18 ottobre 1867, quando i soldati russi consegnarono il territorio all'esercito degli Stati Uniti.
Seward e altri sostenitori dell'acquisto dell'Alaska avevano intenzione di continuare ad acquisire territori sulla frontiera settentrionale, con acquisti di regioni artiche come la Groenlandia che avrebbero potuto culminare in un'annessione del Canada, o dopo la sua Confederazione del 1867, almeno delle regioni occidentali che non si erano ancora unite al Canada. I critici dell'epoca condannarono l'acquisto come "la follia di Seward", sostenendo che non c'erano risorse naturali nel nuovo territorio e che nessuno si sarebbe preso la briga di vivere in un clima così freddo e gelido. Sebbene lo sviluppo e gli insediamenti dell'Alaska crescessero lentamente, la scoperta di giacimenti auriferi durante la corsa all'oro del Klondike nel 1896, la corsa all'oro di Nome nel 1898 e la corsa all'oro di Fairbanks nel 1902 portarono migliaia di minatori nel territorio, spingendo così l'aumento di prosperità dell'Alaska per i decenni a venire. Le importanti scoperte di petrolio alla fine del XX secolo resero ricco lo stato.

#### Corsa alla terra in Oklahoma
Nel 1889 Washington aprì 2.000.000 di acri (8.100 km²) di terre libere nel territorio dell'Oklahoma. Il 22 aprile, oltre 100.000 coloni e allevatori di bestiame (noti come "boomers") si schierarono al confine e, quando i cannoni e le trombe dell'esercito diedero il segnale, iniziarono una folle corsa per rivendicare i loro diritti sulla terra nella corsa alla terra del 1889. Un testimone scrisse: "I cavalieri hanno avuto la meglio fin dall'inizio. È stata una bella corsa per alcuni minuti, ma presto i cavalieri hanno iniziato a sparpagliarsi a ventaglio e, quando hanno raggiunto l'orizzonte, erano sparsi a perdita d'occhio". In un solo giorno, le città di Oklahoma City, Norman e Guthrie nacquero. Allo stesso modo, milioni di acri di terra aggiuntiva furono aperti e colonizzati nei quattro anni successivi.

### Guerre indiane
Le guerre contro i nativi americani si sono svolte in tutti gli Stati Uniti, sebbene i conflitti siano generalmente divisi in due categorie: le guerre contro i nativi americani a est del fiume Mississippi e le guerre contro i nativi americani a ovest del Mississippi.
Lo storico Russell Thornton stima che dal 1800 al 1890 la popolazione nativa diminuì da 600.000 a soli 250.000. Lo spopolamento fu causato principalmente dal vaiolo e da altre malattie infettive. Molte tribù del Texas, come i Karankawan, gli Akokisa, i Bidui e altre, furono estinte a causa di conflitti con i coloni texani. Il rapido spopolamento dei nativi americani dopo la guerra civile allarmò il governo degli Stati Uniti e fu formato il comitato Doolittle per indagare sulle cause e fornire raccomandazioni per preservarne la popolazione. Le soluzioni presentate dal comitato, come l'istituzione di cinque commissioni di ispezione per prevenire gli abusi dei nativi, ebbero scarso effetto quando iniziò la grande migrazione occidentale.

#### Guerre indiane ad est del Mississippi
Mercanti e agenti governativi britannici iniziarono a fornire armi agli indiani che vivevano negli Stati Uniti dopo la rivoluzione americana nella speranza che, se fosse scoppiata una guerra, avrebbero combattuto dalla parte britannica. Gli inglesi progettarono inoltre di creare una nazione indiana nell'area dell'Ohio e del Wisconsin per bloccare un'ulteriore espansione americana. Gli Stati Uniti protestarono e dichiararono guerra nel 1812. La maggior parte delle tribù indiane sostenne gli inglesi, specialmente quelle alleate con Tecumseh, ma alla fine furono sconfitte dal generale William Henry Harrison. Molti rifugiati delle tribù sconfitte attraversarono il confine in Canada; quelli del Sud andarono in Florida mentre era sotto il controllo spagnolo sotto il vicereame della Nuova Spagna. Dopo che gli Stati Uniti acquistarono la Florida dalla Spagna, pagarono gli indiani locali per trasferirsi nel Territorio Indiano (Oklahoma) e la maggior parte lo fece. Tuttavia, le guerre seminole comprendevano una serie di operazioni militari contro diverse centinaia di guerrieri Seminole dall'altra parte della frontiera, che si rifiutavano di abbandonare le tombe dei loro antenati. Si trattarono di imboscate e incursioni in zone paludose e si conclusero nella regione di frontiera nel 1842. Il conflitto si trascinò per anni, ricevette un'ampia copertura mediatica e contribuì a plasmare l'identità meridionale.

#### Guerre indiane ad ovest del Mississippi

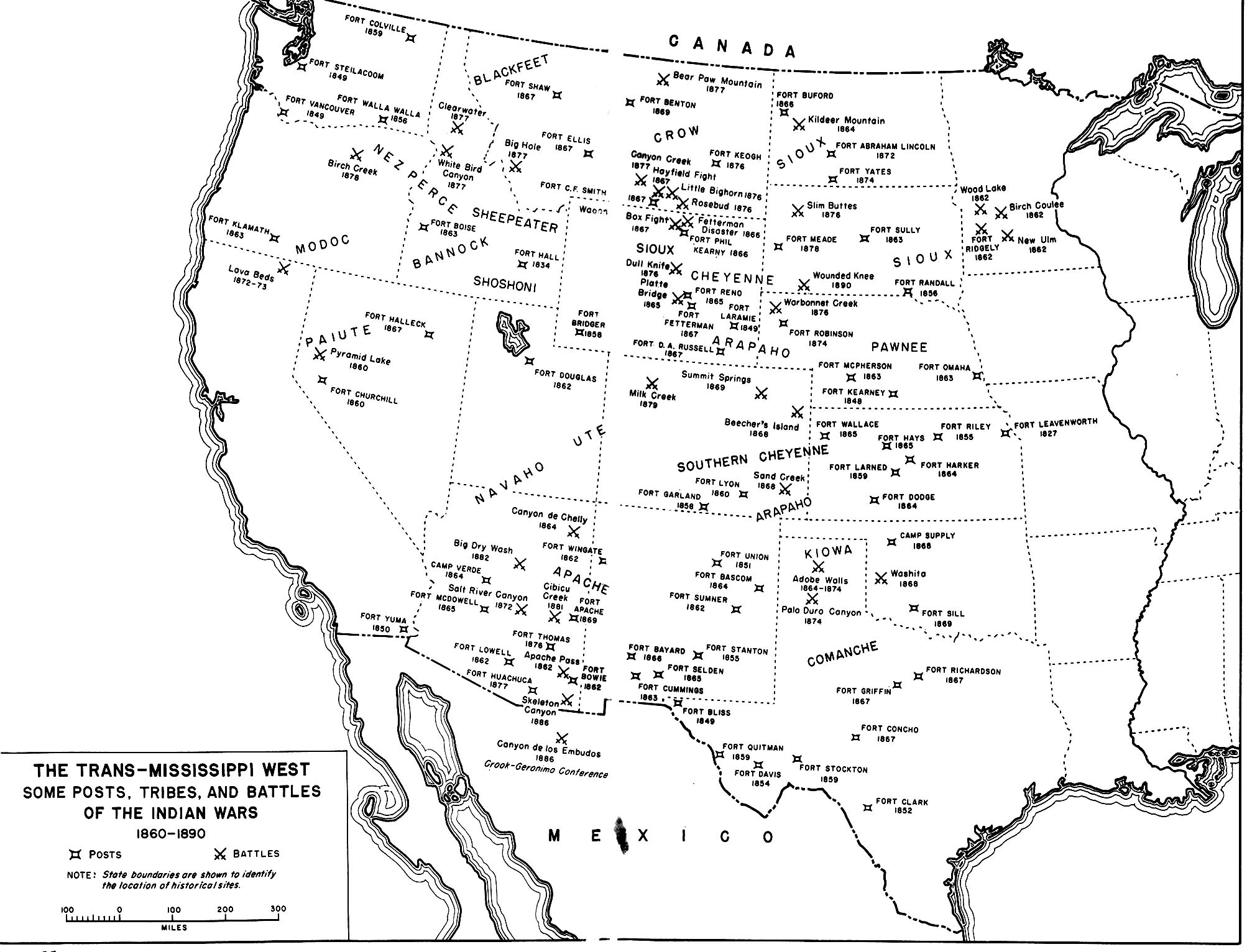
Battaglie indiane nel Trans-Mississippi occidentale (1860-1890)

I guerrieri nativi dell'Ovest, utilizzando il loro stile tradizionale di guerra limitata e orientata alla battaglia, affrontarono l'esercito statunitense. I nativi enfatizzavano il coraggio in combattimento, mentre l'esercito poneva l'accento non tanto sul combattimento individuale quanto sulla costruzione di reti di forti, sullo sviluppo di un sistema logistico e sull'utilizzo del telegrafo e delle ferrovie per coordinare e concentrare le proprie forze. La guerra intertribale dei nativi delle pianure non assomigliava affatto alla guerra "moderna" praticata dagli americani lungo le linee europee, sfruttandone i vasti vantaggi in termini di popolazione e risorse. Molte tribù evitarono la guerra e altre sostennero l'esercito statunitense. Le tribù ostili al governo continuarono a perseguire il loro stile di combattimento tradizionale e, pertanto, non furono in grado di ottenere alcun successo duraturo contro l'esercito.
Le guerre indiane furono combattute in tutte le regioni occidentali, con più conflitti negli stati confinanti con il Messico che negli stati interni. L'Arizona si classificò al primo posto, con 310 battaglie conosciute combattute entro i confini dello stato tra americani e nativi e per numero di morti in guerra con 4.340 morti tra soldati, civili e nativi americani. Questo numero era più del doppio di quello registrato in Texas, il secondo stato con il punteggio più alto. La maggior parte delle morti in Arizona fu causata dagli Apache. Michno afferma inoltre che il 51% delle battaglie di guerra indiane tra il 1850 e il 1890 si svolse in Arizona, Texas e Nuovo Messico, così come il 37% delle vittime nella contea a ovest del fiume Mississippi. I Comanche combatterono una serie di conflitti contro gli eserciti spagnoli e successivamente messicani e americani. Il potere dei Comanche raggiunse l'apice negli anni '40 dell'Ottocento quando condussero incursioni su larga scala per centinaia di miglia nel Messico mentre combattevano anche contro gli anglo-americani e i Tejanos che si erano stabiliti nel Texas indipendente.
Una delle guerre indiane più sanguinose combattute fu la guerra del Serpente tra il 1864 e il 1868, condotta da una confederazione di nativi americani Paiute del Nord, Bannock e Shoshone chiamati "Indiani Serpente", contro l'esercito degli Stati Uniti negli stati di Oregon, Nevada, California e Idaho, che si estendevano lungo il fiume Snake. La guerra iniziò quando emerse la tensione tra i nativi locali e le carovane di pionieri che inondavano le loro terre, il che portò a una competizione per il cibo e le risorse. I nativi inclusi in questo gruppo attaccarono e disturbarono gruppi di emigranti e minatori che attraversavano la valle del fiume Snake, il che provocò ulteriori rappresaglie da parte degli insediamenti bianchi e l'intervento dell'esercito degli Stati Uniti. La guerra causò un totale di 1.762 uomini tra morti, feriti e prigionieri da entrambe le parti. A differenza di altre guerre indiane, la guerra del Serpente è stata ampiamente dimenticata nella storia degli Stati Uniti a causa della sua scarsa copertura mediatica.
La guerra del Colorado, combattuta da Cheyenne, Arapaho e Sioux fu combattuta nei territori che vanno dal Colorado al Nebraska. Il conflitto fu combattuto tra il 1863 e il 1865, mentre la guerra civile americana era ancora in corso. Causata dalla dissoluzione tra i nativi e i coloni bianchi nella regione, la guerra fu tristemente nota per le atrocità commesse tra le due parti. Le milizie dei coloni distrussero i villaggi nativi e uccisero donne e bambini nativi, come nel sanguinoso massacro di Sand Creek, i nativi razziarono anche ranch, fattorie e uccisero famiglie bianche, come nel massacro di American Ranch e nel raid al Godfrey Ranch.
Durante le guerre degli Apache, il colonnello Christopher "Kit" Carson costrinse gli Apache Mescaleros a trasferirsi in una riserva nel 1862. Nel 1863-1864, Carson adottò la strategia della terra bruciata nella campagna Navajo, bruciando i campi e le case Navajo e catturando o uccidendo il loro bestiame. Fu aiutato da altre tribù native con una vecchia ostilità verso i Navajo, principalmente gli Ute. Un altro conflitto importante di questa guerra fu la lotta di Geronimo contro gli insediamenti in Texas negli anni '80 del XIX secolo. Gli Apache sotto il suo comando condussero imboscate alla cavalleria e ai forti statunitensi, come il loro attacco a Cibecue Creek, mentre razziavano anche fattorie e ranch importanti, come il loro famigerato attacco all'Empire Ranch in cui uccisero tre cowboy.  Gli Stati Uniti alla fine indussero l'ultima banda ostile di Apache sotto Geronimo ad arrendersi nel 1886.

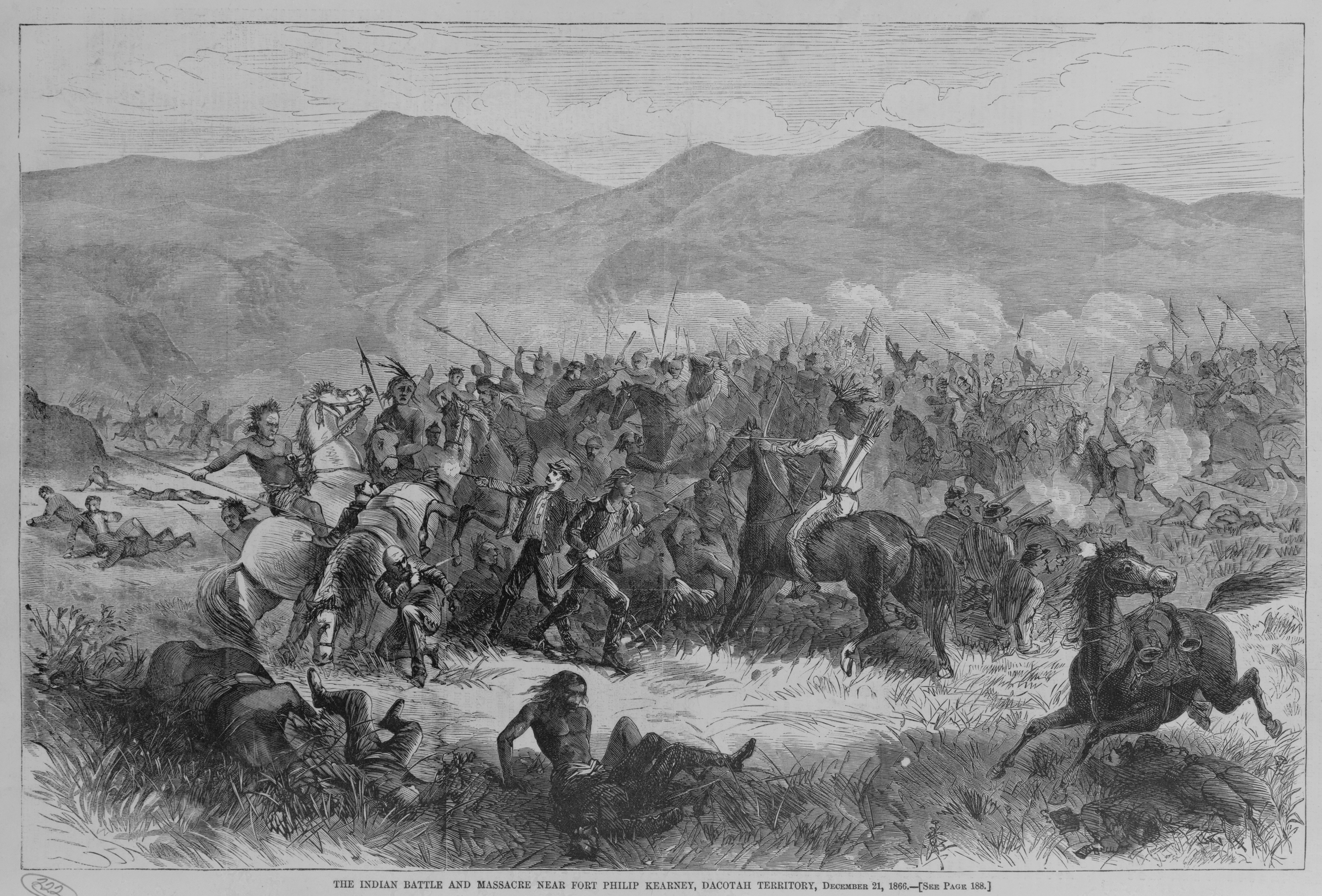
La battaglia vicino a Fort Phil Kearny, Territorio del Dakota il 21 dicembre 1866

Durante la campagna Comanche, la guerra del Red River fu combattuta nel 1874-1875 in risposta alla diminuzione delle scorte di cibo di bufali dei Comanche, così come al rifiuto di alcune bande di essere introdotte nelle riserve. I Comanche iniziarono a razziare piccoli insediamenti in Texas, il che portò alla battaglia di Buffalo Wallow e alla seconda battaglia di Adobe Walls combattute dai cacciatori di bufali, e alla battaglia di Lost Valley contro i Texas Rangers. La guerra si concluse infine con uno scontro finale tra i Comanche e la cavalleria statunitense a Palo Duro Canyon. L'ultimo capo di guerra Comanche, Quanah Parker, si arrese nel giugno 1875, il che avrebbe finalmente posto fine alle guerre combattute da texani e nativi.
La guerra di Nuvola Rossa fu condotta dal capo Lakota Nuvola Rossa contro i militari che stavano erigendo forti lungo il Bozeman Trail. Fu la campagna di maggior successo contro gli Stati Uniti durante le guerre indiane. Con il trattato di Fort Laramie, gli Stati Uniti concessero ai Lakota una vasta riserva, senza presenza militare; includeva l'intera Black Hills. Il Capitano Jack era un capo della tribù nativa americana Modoc della California e dell'Oregon, e fu il loro leader durante la guerra Modoc. Con 53 guerrieri Modoc, il Capitano tenne a bada 1.000 uomini dell'esercito americano per sette mesi. Il Capitano Jack uccise in quell'occasione Edward Canby.

Cadavere scalpato di un cacciatore di bufali ritrovato dopo un incontro con i Cheyenne nel 1868 vicino a Fort Dodge, Kansas

Nel giugno del 1877, durante la guerra dei Nasi Forati, i Nasi Forati sotto il comando del capo Joseph, non volendo rinunciare alle loro terre tradizionali ed a trasferirsi in una riserva, intrapresero una ritirata di 2.000 km dall'Oregon fino al confine tra Canada e Stati Uniti, nel Montana. I Nasi Forati furono infine circondati nella battaglia di Bear Paw e si arresero. La Grande guerra Sioux del 1876 fu condotta dai Lakota sotto Toro Seduto e Cavallo Pazzo. Il conflitto iniziò dopo ripetute violazioni del trattato di Fort Laramie del 1868, dopo la scoperta dell'oro sulle colline. Una delle sue battaglie più famose fu la battaglia del Little Bighorn, in cui le forze combinate Sioux e Cheyenne sconfissero il 7° reggimento di cavalleria, guidato dal generale George Armstrong Custer. La guerra Ute, combattuta dal popolo Ute contro i coloni nello Utah e nel Colorado, portò a due battaglie; il massacro di Meeker che uccise 11 agenti nativi, e il massacro di Pinhook che uccise 13 allevatori e cowboy armati.  I conflitti Ute terminarono definitivamente dopo gli eventi della guerra Posey nel 1923 che fu combattuta contro i coloni e le forze dell'ordine.
La fine delle principali guerre indiane si verificò con il massacro di Wounded Knee del 29 dicembre 1890, quando il 7° reggimento di cavalleria tentò di disarmare un uomo Sioux e diede inizio a un massacro in cui furono uccisi circa 150 uomini, donne e bambini Sioux. Solo tredici giorni prima, Toro Seduto era stato ucciso con suo figlio Piede di Corvo in uno scontro a fuoco con un gruppo di poliziotti nativi che erano stati inviati dal governo americano per arrestarlo. Ulteriori conflitti e incidenti, tuttavia, come la guerra di Bluff (1914-1915) e la guerra di Posey, si sarebbero verificati fino all'inizio degli anni '20. L'ultimo scontro in combattimento tra soldati dell'esercito americano e nativi americani avvenne tuttavia nella battaglia di Bear Valley il 9 gennaio 1918.

#### Forti e avamposti
Con lo spostamento della frontiera verso ovest, si spostò anche l'istituzione di forti militari statunitensi, che rappresentavano e mantenevano la sovranità federale sui nuovi territori. Le guarnigioni militari di solito non avevano mura difendibili, ma raramente venivano attaccate. Servivano come basi per le truppe in aree strategiche o nelle loro vicinanze, in particolare per contrastare la presenza nativa. Ad esempio, Fort Bowie proteggeva Apache Pass nell'Arizona meridionale lungo la rotta postale tra Tucson ed El Paso e veniva utilizzato per lanciare attacchi contro Cochise e Geronimo. Fort Laramie e Fort Kearny aiutarono a proteggere gli immigrati che attraversavano le Grandi Pianure e una serie di avamposti in California proteggevano i minatori. Furono costruiti forti per lanciare attacchi contro i Sioux. Con la nascita delle riserve indiane, i militari istituirono forti per proteggerle. I forti proteggevano anche la Union Pacific e altre linee ferroviarie. Altri forti importanti erano Fort Sill in Oklahoma, Fort Smith in Arkansas, Fort Snelling in Minnesota, Fort Union in New Mexico, Fort Worth in Texas e Fort Walla Walla nello stato di Washington. Fort Omaha in Nebraska era la sede del Dipartimento del Platte e fu responsabile dell'equipaggiamento della maggior parte degli avamposti occidentali per oltre 20 anni dopo la sua fondazione alla fine degli anni '70 del XIX secolo. Anche Fort Huachuca in Arizona era originariamente un avamposto di frontiera ed è ancora in uso dall'esercito degli Stati Uniti.

#### Riserve indiane

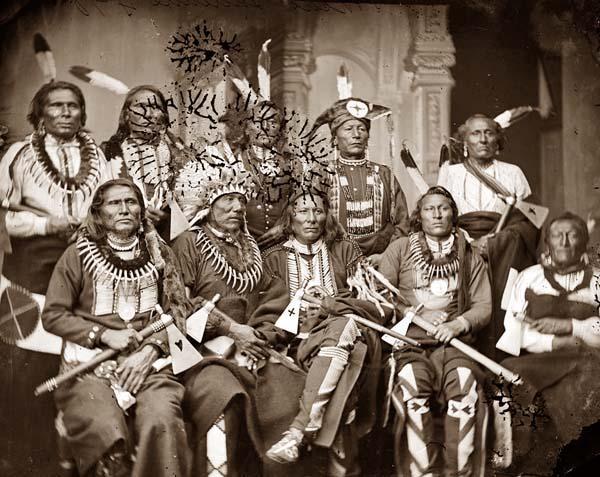
Capi nativi indiani nel 1865

I coloni diretti via terra verso l'Oregon e la California divennero bersaglio delle minacce dei nativi. Robert L. Munkres lesse 66 diari di gruppi che percorsero l'Oregon Trail tra il 1834 e il 1860 per stimare i pericoli reali che affrontarono a causa degli attacchi dei nativi in Nebraska e Wyoming. La stragrande maggioranza dei diaristi non riferì di alcun attacco armato. Tuttavia molti riferirono di molestie da parte dei nativi che mendicavano o chiedevano pedaggi e rubavano cavalli e bestiame. Madsen riferisce che le tribù Scioscioni e Bannock a nord e a ovest dello Utah erano più aggressive nei confronti delle carovane. Il governo federale tentò di ridurre le tensioni e creare nuovi confini tribali nelle Grandi Pianure con due nuovi trattati all'inizio del 1850, il Trattato di Fort Laramie che stabilì zone tribali per i Sioux, i Cheyenne, gli Arapaho, i Crow e altri, e consentì la costruzione di strade attraverso le terre tribali. Un secondo trattato garantì un passaggio sicuro lungo il Santa Fe Trail per le carovane. In cambio, le tribù avrebbero ricevuto, per dieci anni, un risarcimento annuale per i danni causati dai migranti. Anche i territori del Kansas e del Nebraska divennero aree contese poiché il governo federale cercava quelle terre per la futura ferrovia transcontinentale. Nel Far West i coloni iniziarono a occupare terre in Oregon e California prima che il governo federale ottenesse la proprietà dalle tribù native, causando notevoli attriti. Nello Utah, anche i mormoni si trasferirono prima che la proprietà federale fosse ottenuta.
Una nuova politica di creazione di riserve prese gradualmente forma dopo che i confini del Territorio Indiano iniziarono a essere ignorati. Con la creazione di riserve indiane, il Congresso e il Bureau of Indian Affairs speravano di detribalizzare i nativi americani e prepararli all'integrazione con il resto della società americana, la "definitiva incorporazione nel grande corpo della nostra popolazione cittadina". Ciò permise lo sviluppo di decine di città fluviali lungo il fiume Missouri nel nuovo Territorio del Nebraska, che fu ricavato dal resto dell'acquisto della Louisiana dopo il Kansas-Nebraska Act. Tra le città pioniere influenti figurano Omaha, Nebraska City e St. Joseph.
Trattare con tribù nomadi complicò la strategia di riserva e il potere tribale decentralizzato rese difficile la stipula di trattati tra gli indiani delle pianure. I conflitti scoppiarono negli anni '50 dell'Ottocento, dando luogo a varie guerre indiane. In questi tempi di conflitto, i nativi diventarono più severi riguardo all'ingresso degli uomini bianchi nel loro territorio. Come nel caso di Oliver Loving, a volte attaccavano i cowboy e il loro bestiame se mai venivano sorpresi ad attraversare i confini della loro terra. Avrebbero anche predato il bestiame se il cibo scarseggiava durante i periodi difficili. Tuttavia, il rapporto tra i cowboy e i nativi americani era più reciproco di quanto non venga rappresentato, e i primi occasionalmente pagavano una multa di 10 centesimi a mucca al secondo per consentire loro di viaggiare attraverso la loro terra. I nativi predavano anche le diligenze che viaggiavano nella frontiera per i loro cavalli e oggetti di valore.

### Fine della frontiera
In seguito al censimento del 1890, il sovrintendente annunciò che non esisteva più una chiara linea di avanzamento degli insediamenti, e quindi non esisteva più una frontiera contigua negli Stati Uniti continentali. Esaminando i risultati della distribuzione demografica del censimento del 1900, tuttavia, la linea di frontiera contigua persisteva. Ma al censimento del 1910, solo alcune zone della frontiera rimanevano prive di una chiara linea di demarcazione verso ovest, consentendo di attraversare il continente senza mai attraversare una linea di frontiera.
Dopo il 1890, i terreni agricoli vergini divennero sempre più difficili da trovare, sebbene le ferrovie ne pubblicizzassero alcuni nel Montana orientale. Bicha mostra che quasi 600.000 agricoltori americani cercarono terreni a buon mercato trasferendosi nella frontiera delle praterie dell'ovest canadese dal 1897 al 1914. Tuttavia, circa due terzi di loro si disillusero e tornarono negli Stati Uniti. Nonostante ciò, i coloni rivendicarono più terra nei primi due decenni del XX secolo che nel XIX secolo. Gli Homestead Act e la proliferazione delle ferrovie sono spesso considerati fattori importanti nel restringimento della frontiera, grazie all'efficiente introduzione di coloni e delle infrastrutture necessarie. L'aumento delle dimensioni delle concessioni terriere da 160 a 320 acri nel 1909 e poi dei pascoli a 640 acri nel 1916 accelerò questo processo. Il filo spinato è anche considerato un elemento di riduzione dei tradizionali spazi aperti. Inoltre, la crescente adozione di automobili e la conseguente necessaria rete stradale adeguata, inizialmente sovvenzionata a livello federale dal Federal Aid Highway Act del 1916, hanno consolidato la fine della frontiera.
L'ammissione dell'Oklahoma come stato nel 1907, in seguito all'unione del Territorio dell'Oklahoma, dell'ultimo Territorio Indiano rimasto e dei territori dell'Arizona e del Nuovo Messico come stati nel 1912, segna la fine della storia della frontiera per molti studiosi. A causa della loro bassa e disomogenea popolazione durante questo periodo, tuttavia, i territori di frontiera rimasero tali per un certo periodo. Naturalmente, si verificarono comunque alcuni episodi tipici della frontiera, come l'ultima rapina di diligenza avvenuta nella frontiera rimanente del Nevada nel dicembre 1916. Un periodo noto come "Guerra Civile Occidentale di Incorporazione", spesso violento, durò dal 1850 al 1919.
La Rivoluzione messicana portò anche a un conflitto significativo che si estese oltre il confine tra Stati Uniti e Messico, che era ancora per lo più all’interno del territorio di frontiera, noto come Guerra di confine (1910-1919). I punti critici includevano la Battaglia di Colombus (1916) e la Spedizione contro Pancho Villa (1916-1917). La Guerra dei banditi (1915-1919) comportò attacchi mirati contro i coloni texani. Inoltre, schermaglie che coinvolsero i nativi si verificarono fino alla Guerra di Bluff (1914-1915) e alla Guerra di Posey (1923).
L'espansione verso ovest dell'influenza e della giurisdizione americana attraverso il Pacifico alla fine del XIX secolo fu in un certo senso una nuova "frontiera Asia-Pacifico", con Frederick Jackson Turner che sosteneva che questo fosse un elemento necessario per la crescita degli Stati Uniti, poiché la sua identità di nazione civile e basata sugli ideali dipendeva dal costante superamento di un "selvaggio".
L'Alaska non fu ammessa come stato fino al 1959. Con quell'anno, la trama della "frontiera americana" era ormai tramontata.

## Società ai tempi del West

### Società democratica
Gli occidentali erano orgogliosi della loro leadership per la democrazia e l'uguaglianza, un tema importante per Frederick Jackson Turner. I nuovi stati del Kentucky, del Tennessee, dell'Alabama e dell'Ohio erano più democratici degli stati dell'Est in termini di politica e società. Gli stati occidentali furono i primi a concedere alle donne il diritto di voto. Nel 1900 l'Ovest, in particolare California e Oregon, guidarono l'era progressista.
Gli studiosi hanno esaminato la storia sociale dell'Ovest alla ricerca del carattere americano. La storia del Kansas, sosteneva lo storico Carl L. Becker un secolo fa, riflette gli ideali americani. Scrisse: "Lo spirito del Kansas è lo spirito americano doppiamente distillato. È un nuovo prodotto innestato dell'individualismo americano, dell'idealismo americano, dell'intolleranza americana. Il Kansas è l'America in microcosmo".
Gli studiosi hanno paragonato l'emergere della democrazia in America con quello di altri paesi, per quanto riguarda l'esperienza di frontiera. Selwyn Troen ha fatto il paragone con Israele. I pionieri americani facevano affidamento sullo sforzo individuale, nel contesto di grandi quantità di terra non colonizzata con deboli nemici esterni. Israele, al contrario, operava in una zona geografica molto piccola, circondato da vicini più potenti. Il pioniere ebreo non stava costruendo un'impresa individuale o familiare, ma era un partecipante consapevole alla costruzione della nazione, con un'alta priorità agli insediamenti pianificati collettivi e cooperativi. I pionieri israeliani portarono esperti americani di irrigazione e agricoltura per fornire consulenza tecnica. Tuttavia, rifiutarono il modello di frontiera americano a favore di un modello europeo che supportava le loro preoccupazioni politiche e di sicurezza.

#### Frontiera urbana
Prima del 1870, l'economia di Denver era radicata nell'attività mineraria; in seguito, crebbe espandendo il suo ruolo nelle ferrovie, nel commercio all'ingrosso, nell'industria manifatturiera, nella trasformazione alimentare e nei servizi per l'entroterra, in rapida crescita per quanto riguarda agricoltura e allevamento. Tra il 1870 e il 1890, la produzione manifatturiera aumentò da 600.000 a 40 milioni di dollari, e la popolazione crebbe di 20 volte, raggiungendo i 107.000 abitanti. Denver aveva sempre attratto minatori, operai, prostitute e viaggiatori. Saloon e bische spuntarono da un giorno all'altro. I padri fondatori della città si vantavano dei suoi ottimi teatri, e in particolare del Tabor Grand Opera House, costruito nel 1881. Nel 1890, Denver era diventata la 26ª città più grande d'America e la quinta città più grande a ovest del fiume Mississippi. Il boom economico attirò milionari così come truffatori, povertà e criminalità. Denver acquisì notorietà a livello regionale per la sua varietà di locali di bassa lega, dai sontuosi alloggi di rinomate signore alle squallide "crib" situate a pochi isolati di distanza. Gli affari andavano bene; i visitatori spendevano lautamente, poi lasciavano la città. Finché le signore gestivano i loro affari con discrezione e le "crib girls" non pubblicizzavano le loro doti in modo troppo volgare, le autorità accettavano le loro tangenti e chiudevano un occhio. Occasionali operazioni di pulizia della polizia e repressione soddisfacevano le richieste di riforma.
Con la sua gigantesca montagna di rame, Butte nel Montana, era il più grande e ricco campo minerario della frontiera. Era una roccaforte etnica, con i cattolici irlandesi al comando della gestione e dei migliori posti di lavoro presso la principale società mineraria Anaconda Copper.  I sostenitori della città aprirono una biblioteca pubblica nel 1894. Ring sostiene che la biblioteca fosse originariamente un meccanismo di controllo sociale, "un antidoto alla propensione dei minatori al bere, alla prostituzione e al gioco d'azzardo". Era anche progettata per promuovere i valori della classe media e per convincere gli abitanti dell'Est che Butte era una città colta.

### Razze ed etnie

#### Europei
Gli immigrati europei spesso crearono comunità con background religiosi ed etnici simili. Ad esempio, molti finlandesi si trasferirono in Minnesota e Michigan, svedesi e norvegesi in Minnesota e negli stati del Dakota, irlandesi nei centri ferroviari lungo le linee transcontinentali, tedeschi del Volga nel Dakota del Nord, inglesi convertiti alla Chiesa di Gesù Cristo dei Santi degli ultimi giorni si trasferirono nello Utah, compresi gli immigrati inglesi che si stabilirono negli stati delle Montagne Rocciose (Colorado, Wyoming e Idaho) ed ebrei tedeschi a Portland, Oregon.

#### Afroamericani
Gli afroamericani si spostarono a ovest come soldati, ma anche come cowboy, braccianti agricoli, lavoratori dei saloon, cuochi e fuorilegge. I Buffalo Soldiers erano soldati del 9° e 10° reggimento di cavalleria, e del 24° e 25° reggimento di fanteria dell'esercito americano, tutti neri. Avevano ufficiali bianchi e prestarono servizio in numerosi forti occidentali.
Circa 4.000 neri giunsero in California durante la corsa all'oro. Nel 1879, dopo la fine della Ricostruzione nel Sud, diverse migliaia di liberti si trasferirono dagli stati del Sud al Kansas. Conosciuti come Exodusters, furono attratti dalla prospettiva di terreni di buona qualità a buon mercato, tutelati dalla Homestead Law, e di un trattamento migliore. La città di Nicodemus in Kansas, abitata interamente da neri e fondata nel 1877, era un insediamento organizzato precedente agli Exodusters, ma spesso associato a loro.
A quel tempo, in America, le donne avevano pochi diritti ed erano solitamente confinate alla sfera domestica. Le donne nere e di altre minoranze avevano ancora meno diritti e privilegi delle donne bianche. Il numero di donne nere documentate che si trasferirono nell'Ovest durante il 1800 e l'inizio del 1900 è esiguo, sebbene fossero certamente presenti. Molte lavoravano come insegnanti nelle pianure, mentre altre erano domatrici di cavalli, ostetriche, imprenditrici, bariste, infermiere e postine. Le donne nere erano ancora soggette a pregiudizi razziali e di genere, ma spesso godevano di maggiori libertà rispetto all'Est, a causa della natura nuova e diversificata della frontiera americana.

#### Asiatici
La corsa all'oro californiana coinvolse migliaia di arrivi di messicani e cinesi. I migranti cinesi, molti dei quali erano contadini poveri, fornirono la maggior parte della forza lavoro per la costruzione del tratto Central Pacific della ferrovia transcontinentale. La maggior parte di loro tornò a casa entro il 1870, quando la ferrovia fu completata. Coloro che rimasero lavorarono nell'industria mineraria, nell'agricoltura e aprirono piccoli negozi come alimentari, lavanderie e ristoranti. L'ostilità contro i cinesi rimase alta negli stati e territori occidentali, come dimostrano l'episodio di Chinese Massacre Cove e il massacro di Rock Springs. I cinesi furono generalmente costretti a vivere in "Chinatown" autosufficienti in città come San Francisco, Portland, Seattle e Los Angeles. A Los Angeles, l'ultima grande rivolta anticinese ebbe luogo nel 1871, dopo la quale le forze dell'ordine locali si rafforzarono. Alla fine del XIX secolo, le Chinatown erano squallide baraccopoli note per il vizio, la prostituzione, la droga e le violente battaglie tra "tongs". Entro gli anni '30, tuttavia, le Chinatown erano diventate destinazioni turistiche pulite, sicure e attraenti.

#### Ispanici
La grande maggioranza degli ispanici che vivevano negli ex territori della Nuova Spagna rimasero e divennero cittadini americani nel 1848. Anche i circa 10.000 californiani divennero cittadini statunitensi. Vissero nella California meridionale e dopo il 1880 l'interesse nei loro confronti calò per le centinaia di migliaia di nuovi arrivi dagli stati orientali. Quelli del Nuovo Messico dominavano città e villaggi che cambiarono poco fino a buona parte del XX secolo. I nuovi arrivi dal Messico arrivarono, soprattutto dopo che la Rivoluzione del 1911 terrorizzò migliaia di villaggi in tutto il Messico. La maggior parte dei rifugiati si rifugiò in Texas o in California, e presto apparvero quartieri poveri in molte città di confine. Il "Robin Hood" californiano, Joaquin Murrieta, guidò una banda negli anni '50 dell'Ottocento che bruciò case, uccise minatori sfruttatori, derubava le diligenze dei proprietari terrieri e combatteva contro la violenza e la discriminazione contro i latinoamericani. In Texas, Juan Cortina guidò una campagna di 20 anni contro gli anglosassoni e i Texas Rangers, a partire dal 1859 circa.

### Vita familiare
Nelle Grandi Pianure, pochissimi uomini single tentavano di gestire una fattoria o un ranch; i contadini capivano chiaramente la necessità di una moglie laboriosa e di numerosi figli per gestire le numerose faccende domestiche, tra cui l'educazione dei figli, il nutrimento e l'abbigliamento della famiglia, la gestione dei lavori domestici e il sostentamento dei braccianti.  Durante i primi anni di insediamento, le donne contadine giocarono un ruolo fondamentale nel garantire la sopravvivenza della famiglia lavorando all'aperto. Dopo circa una generazione, le donne abbandonarono sempre più i campi, ridefinendo così il loro ruolo all'interno della famiglia. Nuove comodità come macchine da cucire e lavatrici incoraggiarono le donne a dedicarsi ai ruoli domestici. Il movimento scientifico per l'economia domestica, promosso in tutto il paese dai media e dagli agenti di divulgazione governativi, così come le fiere di contea che presentavano i risultati ottenuti in cucina e nell'inscatolamento, le rubriche di consigli per le donne sui giornali agricoli e i corsi di economia domestica nelle scuole contribuirono tutti a questa tendenza.
Sebbene l'immagine orientale della vita contadina nelle praterie enfatizzi l'isolamento del contadino solitario e la vita di campagna, in realtà, la gente di campagna si creava una ricca vita sociale. Spesso sponsorizzavano attività che combinavano lavoro, cibo e intrattenimento come la costruzione di fienili, la raccolta del mais, il cucito, le riunioni della Grange, le attività della chiesa e le funzioni scolastiche. Le donne organizzavano pasti condivisi ed eventi di potluck, così come lunghe visite tra famiglie.

### Prostituzione e gioco d'azzardo
Gli imprenditori aprirono negozi e attività commerciali per soddisfare le esigenze dei minatori. Famose in tutto il mondo erano le case di prostituzione presenti in ogni campo minerario del mondo. La prostituzione era un'industria in crescita che attraeva prostitute da tutto il mondo, attratte dal denaro, nonostante le dure e pericolose condizioni di lavoro e il basso prestigio. Le donne cinesi venivano spesso vendute dalle loro famiglie e portate nei campi come prostitute dovendo poi inviare i loro guadagni alle famiglie in Cina. A Virginia City in Nevada, una prostituta di nome Julia Bulette fu una delle poche a raggiungere uno status "rispettabile". Assistette le vittime di un'epidemia di influenza; questo le garantì l'accettazione nella comunità e il sostegno dello sceriffo. Gli abitanti del paese rimasero scioccati quando fu assassinata nel 1867; le celebrarono un funerale sontuoso e processarono e impiccarono rapidamente il suo aggressore. Fino al 1890, le attività commerciali erano gestite prevalentemente da signore, dopodiché subentrarono i papponi uomini e il trattamento riservato alle donne generalmente declinò. Non era raro che i bordelli nelle città occidentali operassero apertamente, senza lo stigma delle città della costa orientale. Il gioco d'azzardo e la prostituzione erano centrali nella vita di queste città occidentali e solo in seguito, con l'aumento della popolazione femminile, l'arrivo dei riformatori e di altre influenze civilizzatrici, la prostituzione divenne meno sfacciata e meno comune. Dopo circa un decennio, le città minerarie attrassero donne rispettabili che gestivano pensioni, organizzavano società ecclesiastiche, lavoravano come lavandaie e sarte e lottavano per l'indipendenza.
Ogni volta che un nuovo insediamento o un campo minerario veniva fondato, uno dei primi edifici o tende eretti era una sala da gioco. Con la crescita della popolazione, le sale da gioco erano in genere gli edifici più grandi e riccamente decorati di qualsiasi città e spesso ospitavano un bar, un palcoscenico per l'intrattenimento e camere d'albergo per gli ospiti. Queste strutture erano una forza trainante per l'economia locale e molte città misuravano la loro prosperità in base al numero di sale da gioco e di giocatori professionisti che ospitavano. Le città del bestiame in Texas, Oklahoma, Kansas e Nebraska divennero famosi centri del gioco d'azzardo. I cowboy accumulavano i loro salari e rimandavano i loro piaceri fino al loro arrivo in città con i soldi da scommettere. Abilene, Dodge City, Wichita, Omaha e Kansas City avevano tutte un'atmosfera conviviale per il gioco d'azzardo. Tale atmosfera invitava anche ai guai e queste città si guadagnarono la reputazione di luoghi senza legge e pericolosi.

### Legge e ordine

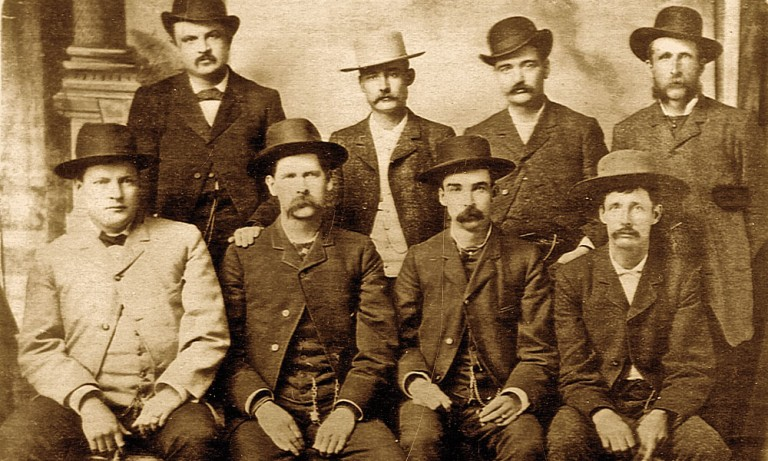
La Dodge City Peace Commission il 10 giugno 1883. Da sinistra: William H. Harris, Luke Short, William "Bat" Masterson, William F. Petillon, (seduti da sinistra) Charlie Bassett, Wyatt Earp, Michael Francis "Frank" McLean, Cornelius "Neil" Brown

Lo storico Waddy W. Moore utilizza i registri dei tribunali per dimostrare che nella scarsamente popolata frontiera dell'Arkansas l'illegalità era comune. Egli distingueva due tipi di crimini: non professionali (duelli, reati di ubriachezza, vendita di whisky ai nativi, taglio di alberi su terreni federali) e professionali (ostaggi, rapine in autostrada, contraffazione). I criminali trovavano molte opportunità per derubare le famiglie dei pionieri dei loro beni, mentre i pochi uomini di legge sottofinanziati avevano grandi difficoltà a individuare, arrestare, trattenere e condannare i malfattori. I banditi, in genere in gruppi di due o tre, raramente attaccavano le diligenze con una guardia armata di fucile a doppia canna; si rivelava meno rischioso derubare i carrettieri, i pedoni e i cavalieri solitari mentre le rapine in banca erano più difficili da portare a termine a causa della sicurezza dell'istituzione. Secondo lo storico Brian Robb, la prima forma di criminalità organizzata in America nacque dalle bande del Vecchio West.
Quando i criminali venivano condannati le punizioni erano severe. A parte l'occasionale sceriffo e maresciallo, c'erano altre varie agenzie di forze dell'ordine lungo la frontiera americana come i Texas Rangers. Questi uomini di legge non erano solo determinanti nel mantenere la pace, ma anche nel proteggere la gente del posto dalle minacce native e messicane al confine. Le forze dell'ordine tendevano ad essere più severe nelle città che nelle aree rurali. Enfatizzavano il mantenimento della stabilità più che il combattimento armato, concentrandosi sugli ubriachi, disarmando i cowboy che violavano gli editti sul controllo delle armi e affrontando le violazioni delle ordinanze sul gioco d'azzardo e sulla prostituzione.
Tombstone in Arizona, era una turbolenta città mineraria che prosperò più a lungo della maggior parte dal 1877 al 1929. L'argento fu scoperto nel 1877 e nel 1881 la città aveva una popolazione di oltre 10.000 abitanti. Nel 1879 i fratelli Earp, appena arrivati, acquistarono azioni della miniera di Vizina, diritti idrici e concessioni per il gioco d'azzardo, ma Virgil, Wyatt e Morgan Earp ottennero incarichi in momenti diversi come agenti di legge federali e locali. Dopo più di un anno di minacce e faide, loro, insieme a Doc Holliday, uccisero tre fuorilegge nella sparatoria all'O.K. Corral, la sparatoria più famosa del Vecchio West. In seguito, Virgil Earp fu mutilato in un'imboscata e Morgan Earp fu assassinato mentre giocava a biliardo. Wyatt e altri, tra cui i suoi fratelli James Earp e Warren Earp, perseguitarono coloro che ritenevano responsabili in una vendetta illegale e furono emessi mandati di arresto per i loro confronti per l'omicidio di Frank Stilwell. I Cochise County Cowboys furono uno dei primi sindacati del crimine organizzato negli Stati Uniti e la loro fine avvenne per mano di Wyatt Earp.

### Banditismo
l tipo principale di banditismo era condotto dai famigerati fuorilegge del West, tra cui la James-Younger Gang, Billy the Kid, la banda dei Dalton, Black Bart, Sam Bass, Butch Cassidy e centinaia di altri che depredavano banche, treni, diligenze e, in alcuni casi, persino trasporti governativi. Molti erano disadattati e vagabondi che vagavano per il West eludendo la legge. Nelle aree rurali Joaquin Murieta, Jack Powers, Augustine Chacon e altri banditi terrorizzavano gli stati. Quando bande di fuorilegge erano vicine, le città occasionalmente organizzavano una squadra di cattura.Rendendosi conto che la necessità di combattere i banditi rappresentava una crescente opportunità di business, Allan Pinkerton ordinò alla sua agenzia investigativa, fondata nel 1850, di aprire filiali nell'Ovest, e queste si dedicarono all'inseguimento e alla cattura dei fuorilegge. Per sfuggire alla legge, i fuorilegge sfruttavano i vantaggi dei pascoli aperti, dei passi remoti e delle terre desolate per nascondersi oppure si rintanavano in alcuni insediamenti e città di frontiera che ospitavano anche banditi e criminali ed esse venivano chiamate "città fuorilegge".
Il banditismo fu un problema importante in California dopo il 1849, quando migliaia di giovani uomini, separati dalla famiglia o dalla comunità, si trasferirono in una terra con scarsi meccanismi di applicazione della legge. Per contrastare questo fenomeno, fu istituito il Comitato di vigilanza di San Francisco, che emetteva processi sommari e condanne a morte per i criminali più noti. Pertanto, altri insediamenti precedenti crearono le proprie agenzie private per proteggere le comunità a causa della mancanza di strutture di mantenimento della pace. Questi comitati di vigilanza riflettevano diverse occupazioni nella frontiera, come i circoli terrieri, le associazioni di allevatori e i campi minerari. Comitati di vigilanza simili esistevano anche in Texas, e il loro obiettivo principale era quello di sradicare l'illegalità e liberare le comunità da disperati e ladri di bestiame. Questi a volte formavano regole di massa per gruppi di vigilanti privati, ma di solito erano composti da cittadini responsabili che desideravano solo mantenere l'ordine. I criminali catturati da questi comitati di vigilanza venivano trattati crudelmente; spesso impiccati o fucilati senza alcuna forma di processo.

### Le piste dei pionieri

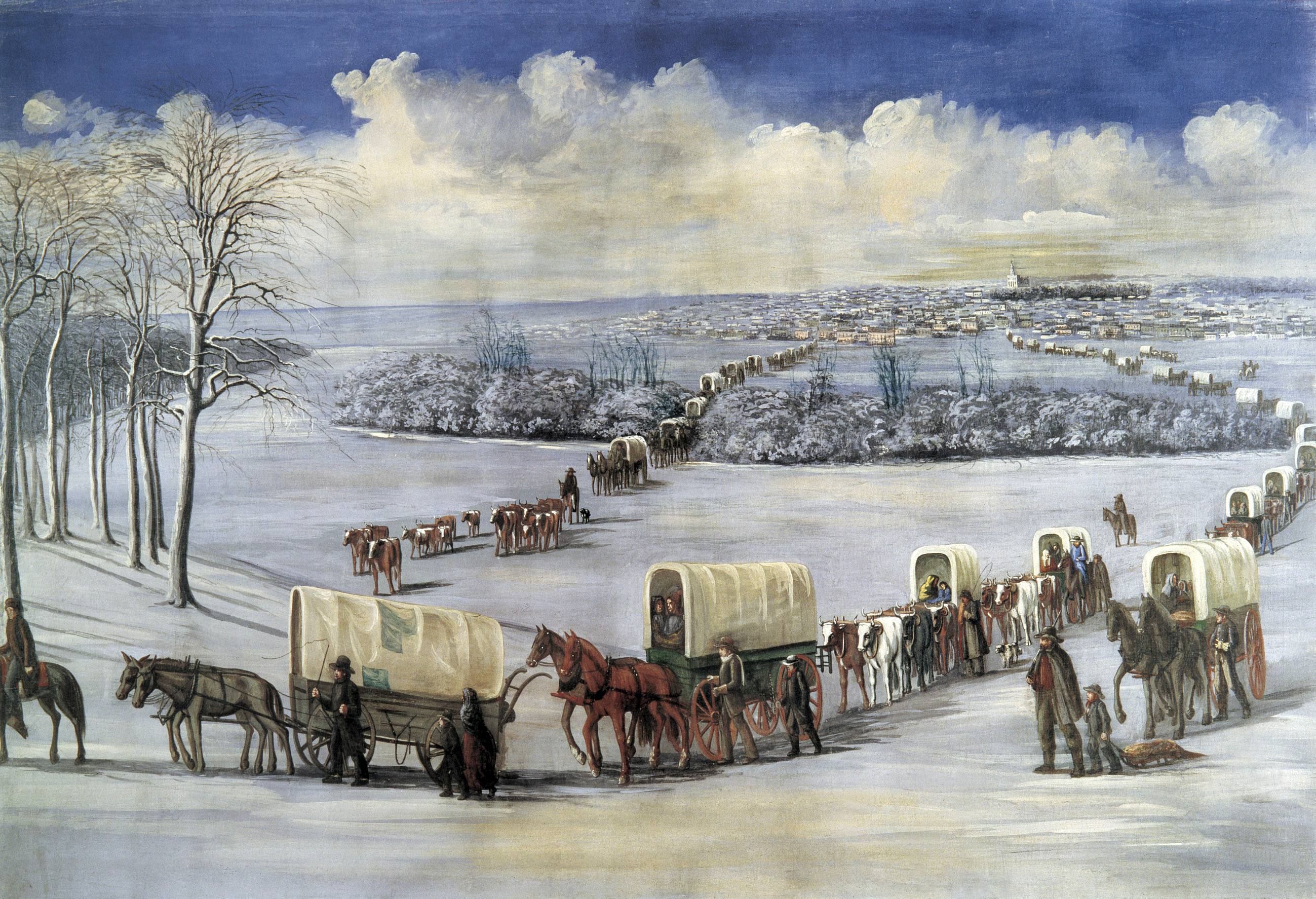
Attraversando il Mississippi sul ghiaccio (C. C. A. Christensen, 1878 ca.)

L'esplorazione di nuovi territori e il loro sfruttamento economico portarono numerosi pionieri a spingersi sempre più a ovest alla ricerca di terre da coltivare, di oro, di pellicce e di allevamento del bestiame, creando una serie di piste (trail) che per decenni guidarono numerose carovane dagli Stati della costa orientale alle regioni impervie dell'interno fino alle coste del Pacifico dell'Oregon e della California.
Tra le principali piste storiche si ricordano:
- Pista di Cumberland Gap: il passo sui monti Appalachi fu scoperto intorno al 1750 e permise a molti coloni di transitare dalla Virginia alla valle del Mississippi; il suo tracciato definitivo fu del 1818 come strada militare in uso dagli Americani per le numerose Guerre Indiane; da Pittsburg percorreva la valle del Tennessee, arrivava a Nashville e arrivava al Mississippi discendendolo da Memphis a Vicksburg, Natchez, New Orleans.
- Pista di Nemacolin: aperta verso il Mississippi verso il 1749 sullo spartiacque tra i fiumi Potomac e Monongahela; dal 1755 si chiamò "Braddock trail" e fu usata per inviare le truppe britanniche da Fort Cumberland nel Maryland contro l'avamposto francese di Fort Duquesne;
- Pista di Forbes: tracciata a nord della "Braddock trail" attraverso gli Alleghany nel 1758; fu spesso usata nelle spedizioni militari contro gli avamposti francesi della valle del Mississippi.
- Pista di Natchez: fu tracciata verso il 1785 per collegare la cittadina di Natchez nel Mississippi con Nashville nel Tennessee; dal 1812 diviene strada militare.
- Pista dell'Oregon: fu la pista più famosa del West, percorsa dal 1804 fino al 1860 da centinaia di carovane. Da Saint Louis risaliva il Missouri fino ad Omaha, poi verso ovest lungo il fiume Platte fino a Fort Kearny e il North Platte, Fort Laramie, superava lo spartiacque continentale delle Montagne Rocciose (Continental Divide) e costeggiando verso nord il Wyoming Range arrivava a Fort Hall nella valle dello Snake, seguiva il suo corso fino a Walla Walla e discendendo la valle del Columbia arrivava a Portland e la costa pacifica ad Astoria.
- Central Overlands Stage Route: una pista ben definita che da Kansas City andava lungo il fiume Kansas fino a Fort Riley, da lì seguiva il corso del Republican fino a Fort Kearny, andando parallela a quella dell'Oregon, girando poi lungo il South Platte, Fort Morgan, Fort Collins, costeggiava il "Medicine Bow Range", superava lo spartiacque del "Continental Divide" con un tratto comune con quella dell'Oregon, poi deviava per Salt Lake City, attraversava il Nevada fino a Carson City e Sacramento.
- Pista di Mullan: frequentata tra il 1859 ed il 1862, partiva da Omaha, risaliva il Missouri fino a Fort Pierre, Fort Yates, Fort Mandan nel Dakota, Fort Union, Fort Peck, Fort Benton, Fort Lewis, Helena (1864), Missoula (1865), Orofino fino a Walla Walla, dove si congiungeva a quella dell'Oregon, attraversava i territori dei bellicosi Cheyenne, Sioux e Shoshone.
- Pista di Santa Fe: fu aperta su un vecchio sentiero indiano verso il 1805 da cacciatori e mercanti che dalla valle del Mississippi (Independence nel Missouri) si spingevano in Texas. Da Saint Louis raggiungeva Kansas City ed arrivava attraverso il Kansas al fiume Arkansas, risalendolo fino a Las Animas, passava per La Junta, Trinidad, Wagon, Las Vegas e attraversati i monti Sangre de Cristo arrivava a Santa Fe; in seguito fu aperta una scorciatoia da Wagon a Dodge City sul fiume Kansas conosciuta come "Cimarron Cut Off" o "Gay Route". Il tracciato definitivo andava da Santa Fè fino a Independence (ad ovest di St. Louis) e per percorrerla occorrevano 2 mesi di carovana o 25 giorni a tappe forzate.
- Red Spanish trail: da Santa Fe attraversava i deserti del New Mexico e Utah, arrivando a Durango, Moab, il fiume Colorado, fino alla "Los Angeles-Great Salt Lake Caravan Route".
- Old Spanish trail: la vecchia pista del XVIII secolo, poi abbandonata viene riaperta da William Wolfskill nel 1831 e usata dai pionieri in viaggio da Santa Fè a Los Angeles in California.
- Mormons trail: venne aperta dai coloni mormoni che alla ricerca di una propria patria nel 1847 si spostarono dall'Illinois al Grande Lago Salato nello Utah.
- Los Angeles-Great Salt Lake Caravan Route: partendo da Salt Lake City raggiungeva i centri di Provo, Spenish Fork, Fillmore, Beaven, Saint George, Las Vegas, il deserto del Mojave, fino a Los Angeles.
- Gila Route: da Santa Fe discendeva il corso del Rio Grande, piegava ad ovest, correva lungo il Gila fino a Phoenix, Fort Yuma, Calexico, San Diego sul Pacifico.
- Southern Overlands Stage Route: partendo da St. Louis arrivava a Jefferson City e, dirigendosi a sud, arrivava a Fort Smith in Arkansas, attraversava il fiume Red, toccava Fort Worth, Abilene, San Angelo e il fiume Pecos, risalendolo fino ai monti Guadalupe, El Paso, percorreva il territorio del "Gadsen Purchase", Tucson (1848), il fiume Gila, Fort Yuma, il fiume Colorado, Calexico, la valle di San Bernardino, Los Angeles, Wasco, Fresno, San Francisco.
- Pista di Bozeman: prese il nome dal pioniere John Bozeman che nel 1862 la tracciò per primo; frequentata dal 1863 al 1868 conduceva in particolare i cercatori d'oro dal North Platte poi Caspers, Gothenburg in Nebraska, fino a Fort Laramie, ripercorreva parte della Central Overlands, costeggiava ad est i monti Big Horn, Buffalo, lo Yellowstone, Billings, Liviston, Bozeman Pass, Three Forks e arrivava fino a Virginia City nel Montana.
- Pista di Butterfield: poi ribattezzata Butterfield Overland Mail quando divenne operativa dal 1857 al 1861 per il servizio privato della diligenza postale; da Memphis attraversava il Tennessee, St. Louis, il Missouri, Fort Smith, l'Arkansas, il territorio indiano dell'Oklahoma, il New Mexico, l'Arizona fino a San Francisco in California.
- Pista Chisholm: fu tracciata da Jesse Chisolm, mercante di pellicce dopo il 1865, e fu frequentemente usata per il trasporto delle mandrie dal Texas fino al Kansas. Iniziava da S. Antonio in Texas o dal Rio Grande, attraversava il Red River e s'inoltrata nel territorio indiano dell'Oklahoma fino al fiume Cimarron per arrivare fino a Caldwell e Abilene in Kansas con un percorso di circa 1.300 km.
- Pista Goodnight Lovind: tracciata dai mandriani del Texas alla fine degli anni 60 del XIX secolo, iniziava da Fort Becknap in Texas, attraversava il Llano Estacado fino a Horsehead Crossing sul fiume Pecos per arrivare a Fort Sumter nel Nuovo Messico e continuare verso nord per Denver in Colorado.
- Pista della California (California trail): fu una diramazione di quella dell'Oregon, aperta dalla diramazione presso Soda Springs e attraverso il famigerato Donner Pass arrivava in California; fu molto frequentata durante la corsa dell'oro nel 1848-1849.

### La figura delCowboy

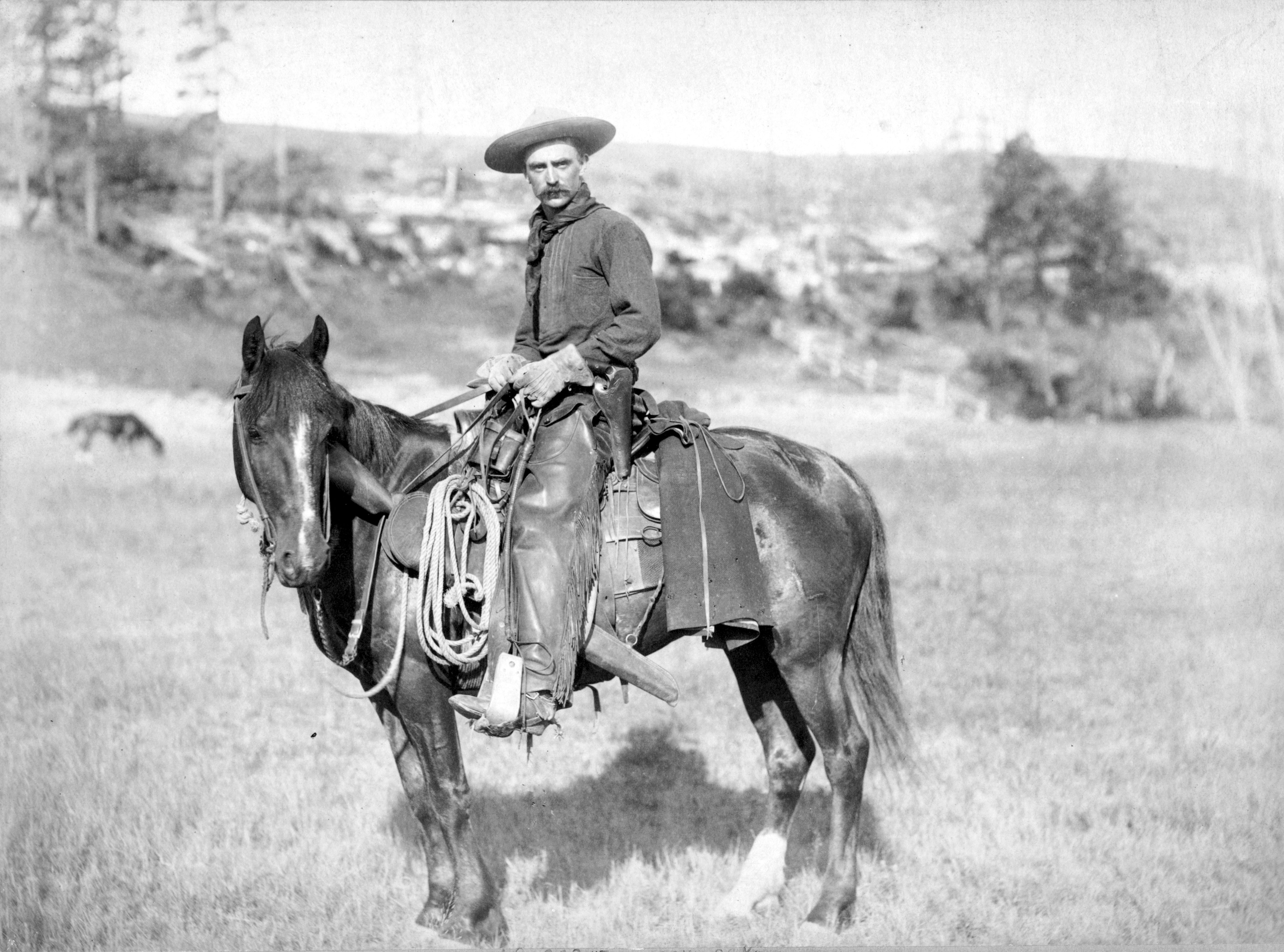
Cowboy americano, 1887

Il grande business del bestiame iniziò dopo la guerra civile americana. A causa della guerra le mandrie furono abbandonate nelle mani delle donne e dei bambini e pascolavano confuse, non distinguendosi perché prive di marchio e poco curate. Per riorganizzare le file delle mandrie venne ideata una nuova figura professionale, formata da giovani di età compresa tra i 18 e i 25 anni, valenti cavallerizzi chiamati cowboy. Il loro mestiere era monotono e pericoloso, ed imponeva un rapporto di ubbidienza e di fiducia con il datore di lavoro.
L'abbigliamento era pratico per le attività da svolgere e comodo anche per dormire, dato che spesso non si cambiavano nemmeno gli abiti per la notte.
Era costituito da cappello a larghe falde utile per ripararsi dalle intemperie, camicia di lana, fazzoletto al collo per coprire la bocca dalla polvere, gilet con innumerevoli tasche, gambali di pelle per proteggere le gambe, guanti per evitare bruciature, stivali stretti, appuntiti, col tacco alto, alquanto scomodi per camminare, attività per altro secondaria nella vita del cowboy. Fondamentale era la sella, vero vanto del cowboy che doveva essere la più comoda possibile. Gli strumenti di lavoro erano la frusta di cuoio e il lazo.
Gli impegni annuali fondamentali erano i raduni per marchiare i capi e i lunghi trasferimenti verso le città, centri di commercio del bestiame.
Durante le estenuanti marce, per tranquillizzare le bestie, i cowboy intonavano qualche canto, che avrebbe gettato le basi della futura musica country. Quando la carovana arrivava a destinazione i cowboy cercavano di svagarsi nei saloon e nei quartieri a luci rosse. Una parte della cinematografia ha deformato molte caratteristiche, molte usanze dei cowboy: sembra appurato che furono ben pochi i duelli inscenati dai cowboy, che anzi, trascorrevano il minor tempo possibile nelle città, dovendo occuparsi soprattutto del bestiame.
Col passare del tempo agli allevatori vennero sempre più a mancare le terre dove far pascolare le mandrie, a causa della voracità dei coloni, e questi contrasti sfociarono in vere e proprie battaglie. In seguito anche le lunghe marce furono abolite per motivi sanitari e la pratica dell'allevamento venne sostituita dal più comodo ranch. Lentamente, ma inesorabilmente, la figura professionale del cowboy tramontò, e sopravvisse solo nelle pagine artistiche, in quelle letterarie e nei rodei.
La gestione della giustizia nel far west fu per davvero improntata al "fai da te", però i regolamenti venivano rispettati e i banditi erano una sparuta minoranza. Jesse James operò realmente con una sua banda verso gli anni settanta dell'Ottocento. Un'altra figura reale è quella di Billy the Kid, che scatenò una faida di notevoli proporzioni prima di essere ucciso dallo sceriffo Pat Garrett in circostanze tutt'oggi non completamente chiarite.

## Territorio, clima e fauna
Il West si estende al di là del fiume Mississippi e della catena dei monti Allegheny giungendo fino alle Montagne Rocciose.
Si può suddividere in tre grandi zone: le Basse Terre Centrali, le Pianure Osage e le Grandi Pianure.
Le Basse Terre Centrali si estendono oltre gli Appalachi, intorno ai Grandi Laghi fino ad Ovest alla valle del Missouri. Si caratterizzano per le basse altitudini, per la grande estensione. Il clima è temperato e continentale, con l'inverno freddo e nevoso e l'estate calda e piovosa.
Le Grandi Pianure sono un territorio vasto 4000 chilometri racchiuso fra il Canada a Nord ed il Golfo del Messico a Sud e le Montagne Rocciose ad Ovest. Il clima è semiarido, con scarse precipitazioni, per lo più primaverili, che determinano una vegetazione stepposa; gli inverni sono secchi. Frequenti sono le tempeste durante le quali (specialmente se trattasi di tornado) i venti possono raggiungere i 500 chilometri orari.

### Fauna
La fauna delle praterie era caratterizzata, prima della conquista dei bianchi, soprattutto dalle grandi mandrie del bisonte americano. Nel 1550 circa si diffusero i cavalli portati dagli spagnoli: scappati dai recinti o razziati dagli indiani, i cavalli vennero ben presto addomesticati dai nativi e il loro impiego determinò diverse modificazioni dei loro stili di vita, non ultimo le mandrie di bisonti subirono ridimensionamenti importanti che spinsero alla ricerca non solo di altri pascoli, ma anche di altre forme di sussistenza, come l'agricoltura.
Attualmente, la consistenza numerica del bisonte americano è valutata intorno a 40.000 esemplari mentre i mustang contano una cifra che oscilla tra 40.000 e 100.000 unità (secondo le fonti pubblicate da Wikipedia stessa nello voci specifiche).
Sono molto diffusi gli animali scavatori, come le talpe, i conigli, le lepri, i cinomi, i furetti, i tassi, le linci, le volpi e i cani; scorrazzano ancora adesso i coyote e i bobcat.
Nella zona delle Montagne Rocciose vivono alci, cervi, wapiti, bighorn, antilocapre, capre, baribal, puma e lupi. Vivono lì anche alcuni piccoli mammiferi come il procione, la moffetta, l'opossum, l'ursone, la martora americana, la lontra e il castoro. Un discorso a parte merita l'orso bruno (grizzly), che un tempo popolava tutto il continente settentrionale dal Canada centrale fino al Messico settentrionale ed ora vive solo in zone circoscritte e in pochi esemplari rimasti. Nelle regioni desertiche vivono, tra gli altri, roditori e serpenti a sonagli. Nei cieli volano molte specie di uccelli, soprattutto corvi e diversi tipi di rapaci, tra cui l'aquila reale, il falco pellegrino, l'aquila di mare testabianca, la poiana codarossa, il falco della regina, la poiana di Harris e il falco sacro. Il condor della California era quasi estinto negli anni '50 del '900, ma grazie ai programmi di allevamento in cattività e rilascio in natura è aumentato di numero.